# Slovakia
Cộng hòa Slovakia (tiếng Việt: Xlô-va-ki-a; tiếng Anh: Slovakia /sloʊˈvɑːkiə/ⓘ; tiếng Slovak: Slovenskoⓘ, đầy đủ Slovenská republikaⓘ) là một quốc gia nằm kín trong lục địa tại Trung Âu với dân số trên 5 triệu người và diện tích khoảng 49,000 km2. Slovakia giáp biên giới với Cộng hoà Séc và Áo ở phía tây, Ba Lan ở phía bắc, Ukraina ở phía đông và Hungary ở phía nam. Lãnh thổ chủ yếu là miền núi của Slovakia trải dài khoảng 49.000 kilômét vuông (19.000 dặm vuông Anh), với dân số hơn 5,4 triệu người. Thủ đô và thành phố lớn nhất của Slovakia là Bratislava, và thành phố lớn thứ hai là Košice.
Người Slav đến lãnh thổ của Slovakia ngày nay vào thế kỷ thứ 5 và thứ 6. Vào thế kỷ thứ 7, họ đóng một vai trò quan trọng trong việc tạo ra Đế chế của Samo. Vào thế kỷ thứ 9, họ thành lập Công quốc Nitra, sau đó bị Công quốc Moravia chinh phục để thành lập Great Moravia. Vào thế kỷ thứ 10, sau khi Đại Moravia tan rã, lãnh thổ này được hợp nhất vào Công quốc Hungary, sau đó trở thành Vương quốc Hungary vào năm 1000. Vào năm 1241 và 1242, sau cuộc xâm lược của người Mông Cổ vào châu Âu, phần lớn lãnh thổ đã bị phá hủy. Khu vực này được phục hồi phần lớn nhờ Béla IV của Hungary, người cũng đã định cư người Đức, khiến họ trở thành một nhóm dân tộc quan trọng trong khu vực, đặc biệt là ở khu vực ngày nay thuộc miền trung và miền đông Slovakia.
Sau Chiến tranh thế giới thứ nhất và sự tan rã của Đế quốc Áo-Hung, nhà nước Tiệp Khắc được thành lập. Cộng hòa Slovak đầu tiên tồn tại trong Chiến tranh thế giới thứ hai với tư cách là một quốc gia phụ thuộc được Đức Quốc xã công nhận một phần. Vào cuối Thế chiến thứ hai, Tiệp Khắc được tái lập thành một quốc gia độc lập. Sau cuộc đảo chính năm 1948, Tiệp Khắc nằm dưới sự quản lý của cộng sản, và trở thành một phần của Khối phía Đông do Liên Xô lãnh đạo. Các nỗ lực nhằm tự do hóa chủ nghĩa cộng sản ở Tiệp Khắc lên đến đỉnh điểm là Mùa xuân Praha, nhưng đã bị cuộc xâm lược của Khối Warszawa vào Tiệp Khắc đè bẹp vào tháng 8 năm 1968. Năm 1989, Cách mạng Nhung đã chấm dứt một cách hòa bình sự cai trị của chủ nghĩa cộng sản ở Tiệp Khắc. Slovakia trở thành một quốc gia độc lập vào ngày 1 tháng 1 năm 1993 sau khi Tiệp Khắc được giải thể một cách hòa bình, đôi khi được gọi là Cuộc ly hôn nhung.
Slovakia là một quốc gia phát triển với nền kinh tế tiên tiến có thu nhập cao, xếp hạng rất cao trong Chỉ số Phát triển Con người. Quốc gia này cũng có các chỉ số cao về quyền tự do dân sự, tự do báo chí, tự do internet, quản trị dân chủ và hòa bình. Quốc gia này duy trì sự kết hợp giữa nền kinh tế thị trường với hệ thống an sinh xã hội toàn diện, cung cấp cho công dân dịch vụ chăm sóc sức khỏe toàn dân, giáo dục miễn phí và là một trong những quốc gia trong OECD có thời gian nghỉ việc hưởng lương lâu nhất của cha mẹ. Slovakia là thành viên của NATO, CERN, Liên minh Châu Âu, Khu vực đồng tiền chung châu Âu, Khu vực Schengen, Liên Hợp Quốc, OECD, WTO, Hội đồng Châu Âu, Nhóm Visegrád và OSCE. Quốc gia này là nước sản xuất ô tô bình quân đầu người lớn nhất thế giới, với lượng ô tô sản xuất tổng cộng 1,1 triệu chiếc vào năm 2019, chiếm 43% tổng sản lượng công nghiệp toàn quốc gia.

## Lịch sử

### Trước thế kỷ thứ V

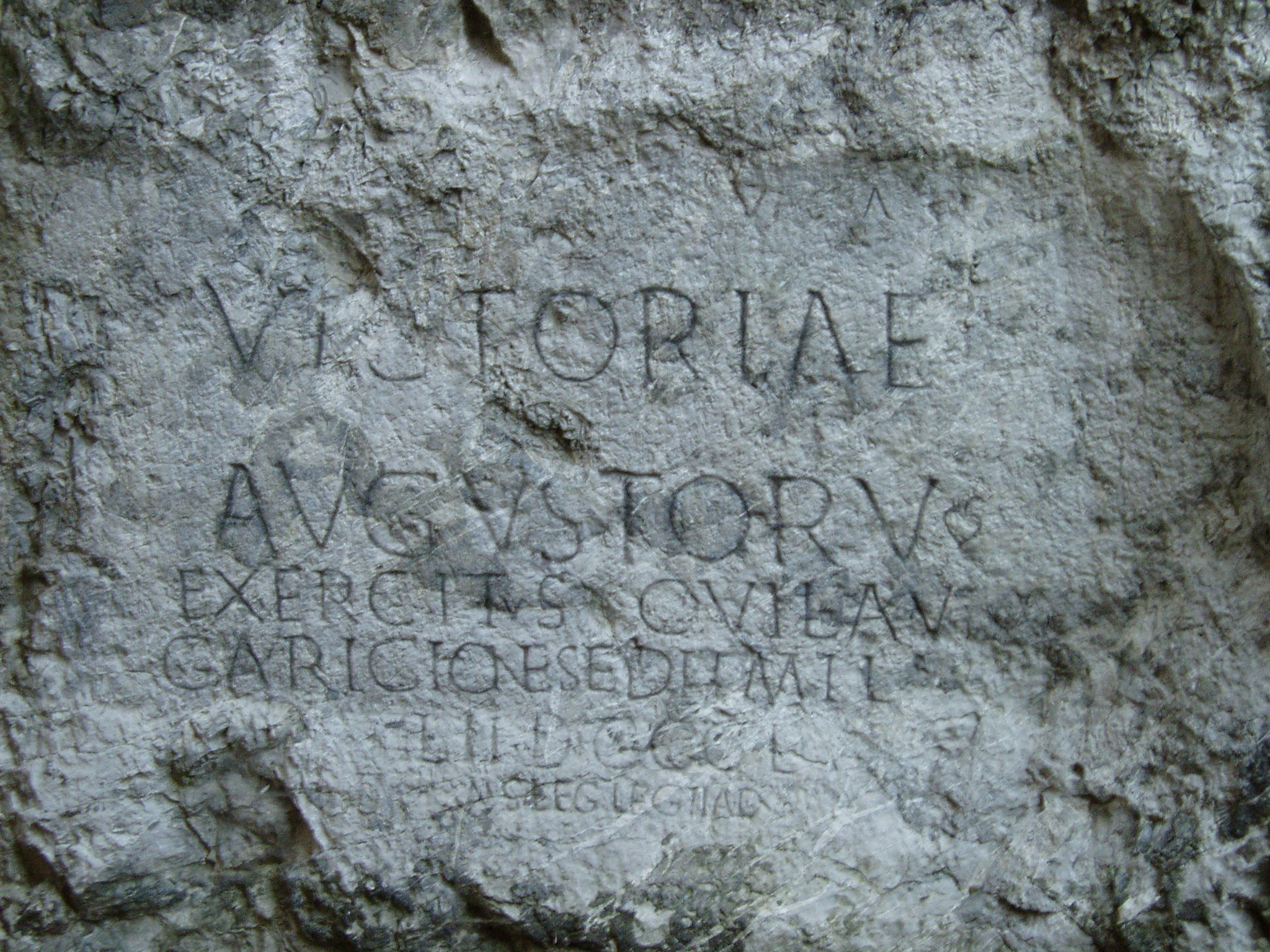
Một bản văn khắc bằng tiếng La Mã tại lâu đài đồi Trenčín (178–179 AD).

Xác định niên đại các bon cho thấy những đồ tạo tác khảo cổ lâu đời nhất còn tại Slovakia – được tìm thấy gần Nové Mesto nad Váhom năm 270.000 trước Công Nguyên, thời kỳ Đầu Đồ đá cũ. Những công cụ cổ đó, được làm theo kỹ thuật Clactonian, là bằng chứng về dân cư cổ tại Slovakia.
Các dụng cụ đá khác từ thời kỳ Giữa Đồ đá cũ (200.000 – 80.000 trước Công Nguyên) có tại hang Prévôt gần Bojnice và những địa điểm lân cận. Khám phá quan trọng nhất từ thời kỳ này là một sọ người Neanderthal (khoảng năm 200.000 trước Công Nguyên), được phát hiện gần Gánovce, một làng ở phía bắc Slovakia.
Các nhà khảo cổ học đã tìm thấy những bộ xương người thông minh tiền sử trong vùng, cũng như một số đồ vật và dấu tích của văn hoá Gravettian, chủ yếu tại các châu thổ sông Nitra, Hron, Ipeľ, Váh và cả ở tận thành phố Žilina, và gần chân Núi Vihorlat, Inovec, và Tribeč, cũng như tại núi Myjava. Những khám phá nổi tiếng nhất gồm tượng phụ nữ cổ nhất làm bằng xương voi mammoth (22 800 trước Công Nguyên), tượng Venus của Moravany. Bức tượng được tìm thấy trong thập niên 1940 tại Moravany nad Váhom gần Piešťany. Nhiều vòng tay làm bằng vỏ ốc từ Cypraca thermophile gastropods thuộc giai đoạn Tertiary có tại các địa điểm Zákovská, Podkovice, Hubina, và Radošinare. Những khám phá đó cung cấp bằng chứng sớm nhất về sự trao đổi thương mại được tiến hành giữa Địa Trung Hải và Trung Âu.
Từ khoảng năm 500 trước Công Nguyên, lãnh thổ Slovakia ngày nay là nơi định cư của người Celt, họ đã xây dựng nên oppida trên các địa điểm tại Bratislava và Havránok hiện nay. Các Biatec, đồng xu bạc với tên của các vị Vua người Celt, là bằng chứng sớm nhất về việc sử dụng chữ viết tại Slovakia. Từ năm thứ hai của Công Nguyên, Đế chế La Mã đang mở rộng đã thiết lập và duy trì một loạt các tiền đồn xung quanh và ngay ở phía bắc Danube, tiền đồn lớn nhất là Carnuntum (những tàn tích lớn nhất của chúng nằm trên con đường chính giữa Vienna và Bratislava) và Brigetio (Szöny hiện nay tại biên giới Slovakia-Hungary). Gần đường cực bắc của các vùng nội địa La Mã, Limes Romanus, là nơi có trại mùa đông của Laugaricio (Trenčín hiện nay) nơi Đơn vị phụ trợ của Lữ đoàn II đã chiến đấu và giành chiến thắng trong một trận chiến quyết định trước bộ tộc Quadi Germanic năm 179 AD trong thời Những cuộc chiến tranh Marcomannic. Vương quốc Vannius, một vương quốc dã man được các bộ tộc Germanic Suebi Quadi và Marcomanni thành lập, cũng như nhiều bộ tộc Celtic và Germanic, gồm Osi và Cotini, tồn tại ở phía Tây và Trung Slovakia từ năm 8–6 trước Công Nguyên tới năm 179 của Công Nguyên.

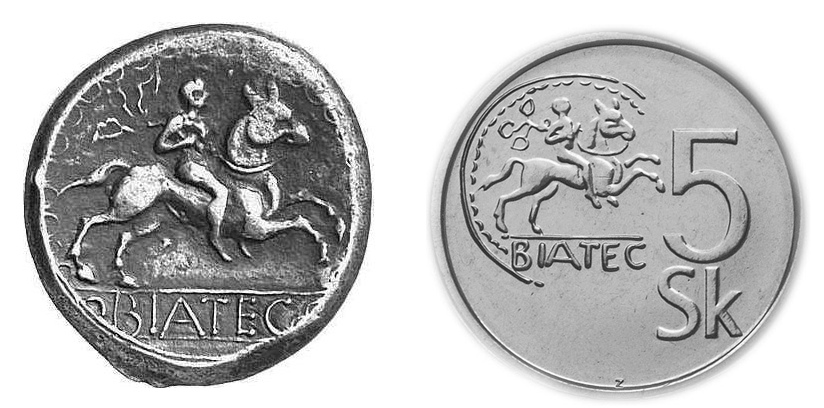
Left: Đồng xu celt BiatecRight: đồng 5 slovak crown với Biatec ở mặt trước

Thời kỳ đồ đồng tại Slovakia kéo dài suốt ba thời kỳ phát triển, từ năm 2000 đến 800 trước Công Nguyên. Phát triển kinh tế, chính trị và văn hoá lớn có thể gắn liền với sự tăng trưởng vượt bậc trong sản xuất đồng, đặc biệt tại trung Slovakia (ví dụ tại Špania Dolina) và tây bắc Slovakia. Đồng trở thành một nguồn cung cấp tài sản ổn định cho dân cư địa phương. Sau sự biến mất của các nền văn hoá Čakany và Velatice, người Lusatian mở rộng và xây dựng các pháo đài mạnh và phức tạp, với những toà nhà và trung tâm hành chính lớn. việc khai quật các pháo đài Lusatian cung cấp bằng chứng về sự phát triển thương mại và nông nghiệp ổn định ở thời kỳ đó. 
Sự phong phú và đa dạng các đồ vật trong các ngôi mộ tăng đều. Những người dân trong khu vực này sản xuất vũ khí, khiên, đồ trang sức, đĩa và các bức tượng. Sự xuất hiện của các bộ tộc từ Thrace khiến nền văn hoá của người Calenderberg ngắt quãng. Người Calenderberg sống tại đồng bằng (Sereď), và cả tại các pháo đài đồi trên các đỉnh núi (Smolenice, Molpí). Quyền lực địa phương của các "Hoàng tử" của văn hoá Hallstatt biến mất tại Slovakia trong giai đoạn cuối cùng của Thời đồ sắt sau sự xung đột giữa người Scytho-Thracian và các bộ tộcCeltic tribes, tiến từ phía nam tới phía bắc, theo các con sông của Slovakia.

### Những cuộc xâm lược lớn thế kỷ IV–VII
Ở thế kỷ thứ hai và ba của Công Nguyên người Huns bắt đầu rời các thảo nguyên Trung Á. Họ vượt sông Danube năm 377 và chiếm Pannonia, và sử dụng nó trong 75 năm làm căn cứ tung ra các cuộc tấn công cướp bóc vào Tây Âu. Tuy nhiên, cái chết của Attila năm 453 đã dẫn tới sự biến mất của bộ tộc Hun. Năm 568 một bộ tộc tiền Mông Cổ, người Avar, tiến hành cuộc xâm lược của họ vào vùng Trung Danube. Người Avar chiếm các vùng đất thấp thuộc Đồng bằng Pannonian, lập ra một đế chế thống trị Châu thổ Karpat. 
Năm 623, dân cư Slavơ sống tại các vùng phía tây Pannonia rút khỏi đế chế của họ sau một cuộc cách mạng do Samo, một thương gia người Frankish lãnh đạo. Sau năm 626 quyền lực của người Avar dần suy tàn.

### Các nhà nước Slavơ
Các bộ tộc Slavơ đã định cư ở lãnh thổ Slovakia hiện nay từ thế kỷ thứ V. Vùng tây Slovakia từng là trung tâm của đế chế Samo ở thế kỷ VII. Một nhà nước Slavơ được gọi là Công quốc Nitra nổi lên ở thế kỷ VIII và người cầm quyền ở đó Pribina đã cho xây dựng nhà thờ Công giáo đầu tiên của Slovakia năm 828. Cùng với nước Moravia láng giềng, công quốc đã thành lập nên cốt lõi của Đế chế Đại Moravia từ năm 833. Đỉnh cao của đế chế Slavơ này diễn ra trùng với sự xuất hiện của Saints Cyril và Methodius năm 863, trong thời cai trị của Hoàng tử Rastislav, và lãnh thổ mở rộng dưới thời Vua Svätopluk I.

### Thời kỳ Đại Moravia (830–896)

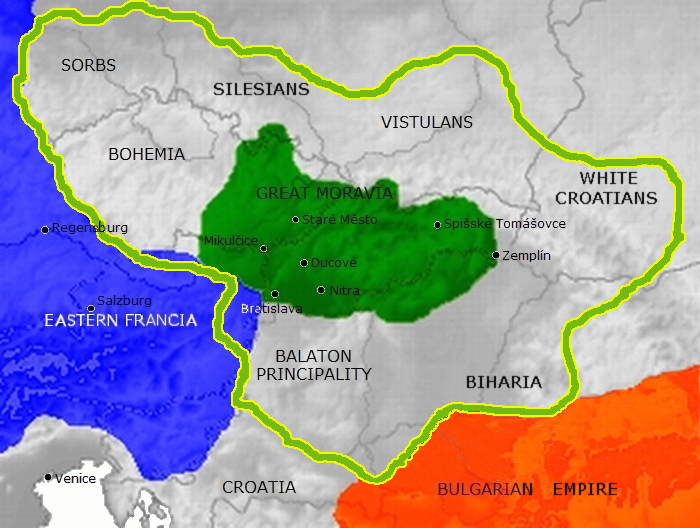
Trung Âu thế kỷ IX. Đông Francia màu xanh dương, Bulgaria màu vàng, Đại Moravia thời Rastislav (870) xanh lá cây. Đường màu xanh là các biên giới của Đại Moravia thời Svatopluk I (894). Xin lưu ý rằng một số biên giới của Đại Moravia vẫn đang bị tranh cãi

Đại Moravia nổi lên khoảng năm 830 khi Moimír I thống nhất các bộ tộc Slavơ định cư ở phía bắc sông Danube và mở rộng sự cai trị của Moravia tới đó. Khi Mojmír I cố thoát khỏi sự cai quản của vua Đông Francia năm 846, Vua Louis the German đã hạ bệ ông và ủng hộ cháu của Moimír, Rastislav (846–870) lên ngôi. Triều đình mới theo đuổi một chính sách độc lập: sau khi ngăn chặn cuộc tấn công của người Frankish năm 855, ông cũng tìm cách làm suy yếu ảnh hưởng của các thầy tu Frankist đang truyền giáo trong lãnh thổ của mình. Rastislav đã yêu cầu Hoàng đế Byzantine Michael III gửi các giáo viên có khả năng dịch thánh kinh sang ngôn ngữ Slavơ. Theo yêu cầu của Rastislav, hai người anh em, các quan chức Byzantine và là các nhà truyền giáo Cyril và Methodius tới đây năm 863. Cyril (Kyrillô) đã phát triển bảng chữ cái Slavơ đầu tiên và dịch Phúc âm sang ngôn ngữ Slavơ Giáo hội cổ. Rastislav cũng quan tâm tới việc đảm bảo an ninh và quản lý hành chính cho nhà nước của mình. Nhiều lâu đài có hệ thống phòng thủ mạnh được xây dựng khắp nước có niên đại từ thời cầm quyền của ông và một số chúng (ví dụ., Dowina, thỉnh thoảng được gọ là Devín Castle) cũng được cho là có liên quan tới Rastislav theo những cuốn biên niên sử Frankish.
Trong thời cầm quyền của Rastislav, Công quốc Nitra được trao cho cháu của ông Svatopluk như một thái ấp. Vị hoàng tử nối loạn liên kết với người Frank và lật đổ người chú của mình năm 870. Tương tự với người tiền nhiệm của ông, Svatopluk I (871–894) đã lên giữ ngôi Vua (rex). Trong thời cai trị của ông, Đế chế Đại Moravia phát triển tới cực điểm về lãnh thổ, khi không chỉ Moravia và Slovakia hiện nay mà cả bắc và trung Hungary, Hạ Áo, Bohemia, Silesia, Lusatia, nam Ba Lan và bắc Serbia hiện nay đều thuộc đế chế, nhưng các biên giới chính xác của đế quốc của ông vẫn bị các học giả hiện đại tranh cãi.
 Svatopluk cũng chống lại các cuộc tấn công của các bộ tộc du mục Magyar và Đế chế Bulgaria, dù thỉnh thoảng chính ông thuê người Magyar khi tổ chức các cuộc chiến tranh chống lại Đông Francia.
Năm 880, Giáo hoàng John VIII lập ra một tỉnh đại hội độc lập tại Đại Moravia với Tổng Giám mục Methodius là người đứng đầu. Ông cũng chỉ định tu sĩ người German Wiching làm Giám mục Nitra.
Sau cái chết của Vua Svatopluk năm 894, các con trai của ông Mojmír II (894–906?) và Svatopluk II nối ngôi làm Vua Đại Moravia và Hoàng tử Nitra. Tuy nhiên, họ bắt đầu tranh cãi về việc cai trị toàn bộ đế chế. Bị suy yếu bởi cuộc xung đột bên trong cũng như những cuộc chiến tranh thường xuyên với Đông Francia, Đại Moravia mất các lãnh thổ ngoại vi của mình.
Cùng lúc ấy, các bộ tộc Magyar, có thể vì sự thất bại trước một bộ tộc du mục khác là Pechenegs, rời lãnh thổ của họ ở phía đông dãy núi Karpat, xâm lược Châu thổ Karpat và bắt đầu chiếm dần lãnh thổ khoảng năm 896. Quân đội của họ có thể đã được khuyến khích bởi những cuộc chiến tranh liên tục giữa các quốc gia trong vùng và thỉnh thoảng các vị vua cai trị những quốc gia đó vẫn thuê họ can thiệp vào các cuộc chiến tranh của mình.
Có lẽ cả Mojmír II và Svatopluk II đều chết trong các trận chiến với người Magyar trong khoảng từ năm 904 đến năm 907 bởi tên của họ không được đề cập tới trong các văn bản sau năm 906. Trong ba trận chiến (4–5 tháng 7 và 9 tháng 8 năm 907) gần Bratislava, người Magyar đánh bại quân đội Bavaria. Các nhà lịch sử thường coi đây là năm tan rã của Đế chế Đại Moravia.
Đại Moravia để lại phía sau một di sản vĩnh cửu tại Trung và Đông Âu. Ký tự Glagolitic và hậu duệ của nó ký tự Cyrillic đã đồng hoá vào trong các quốc gia Slavơ khác, lập ra một con đường mới trong sự phát triển văn hoá của họ. Hệ thống hành chính của Đại Moravia có thể có ảnh hưởng tới sự phát triển của hệ thống hành chính của Vương quốc Hungary.

### Vương quốc Hungary (1000–1919)

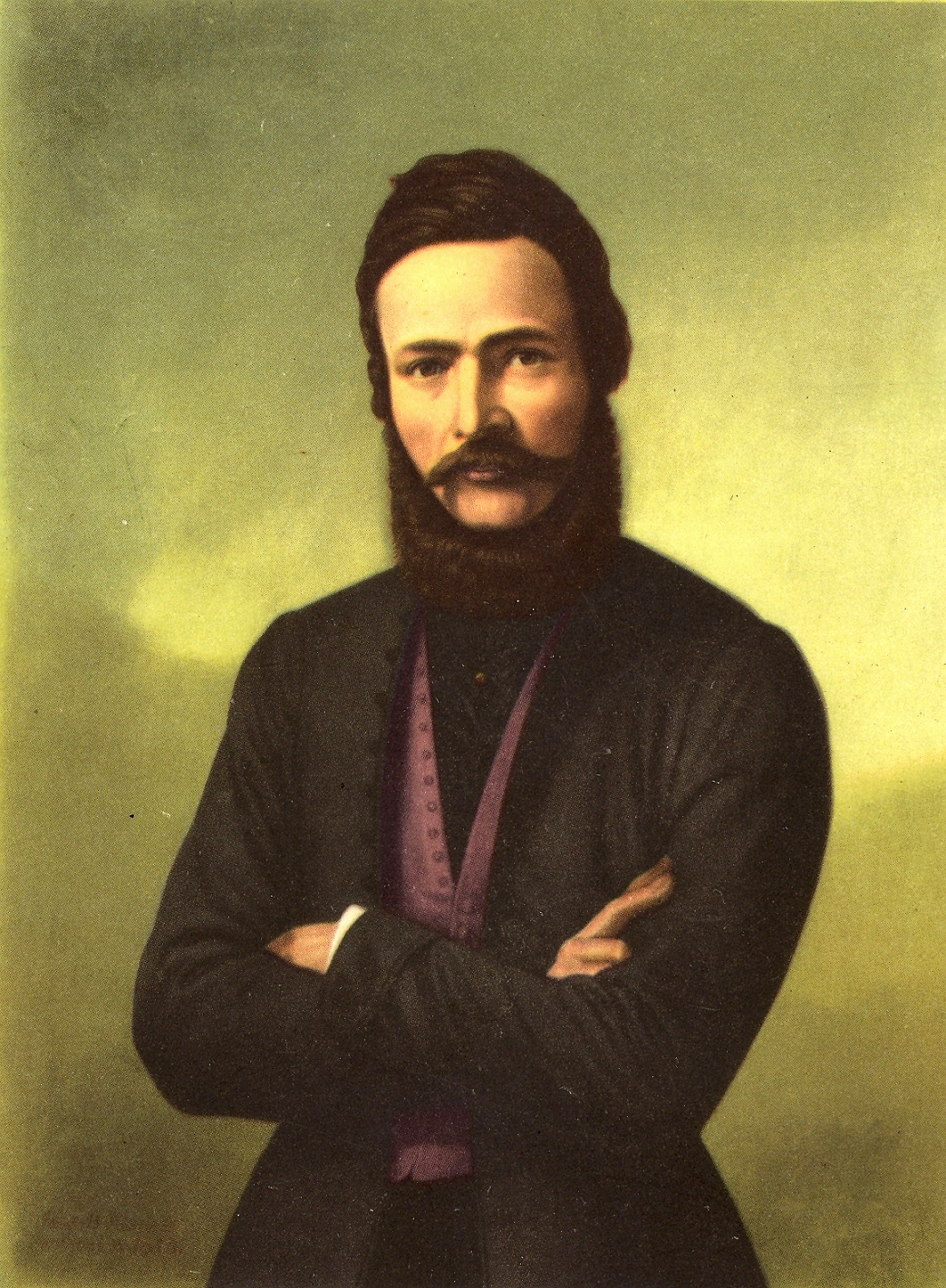
Ľudovít Štúr

Sau sự tan rã của Đế chế Đại Moravia đầu thế kỷ thứ X, người Hungary dần sáp nhập lãnh thổ bao gồm Slovakia ngày nay. Cuối thế kỷ thứ X, các vùng phía tây nam của Slovakia hiện nay trở thành một phần của công quốc Hungary đang nổi lên, trở thành Vương quốc Hungary sau năm 1000. Sau đó vùng này trở thành một phần không thể tách rời của nhà nước Hungary cho tới sự sụp đổ của Đế chế Áo-Hung năm 1918. Thành phần sắc tộc trở nên đa dạng hơn với sự xuất hiện của người German Carpathian ở thế kỷ XIII, và người Do thái ở thế kỷ XIV.
Một sự sụt giảm dân số mạnh là kết quả của cuộc xâm lược của người Mông Cổ năm 1241 và nạn đói sau đó. Tuy nhiên, trong thời trung cổ vùng Slovakia hiện nay có đặc điểm bởi các thị trấn đang phát triển, việc xây dựng nhiều lâu đài đá, và sự phát triển nghệ thuật. Năm 1465, Vua Matthias Corvinus đã lập ra trường đại học thứ ba của Vương quốc Hungary, tại Bratislava (khi ấy là Pressburg hay Pozsony), nhưng nó bị đóng cửa năm 1490 sau khi ông qua đời.
Sau khi Đế chế Ottoman mở rộng tới Hungary và sự chiếm đóng Buda đầu thế kỷ XVI, trung tâm của Vương quốc Hungary (dưới cái tên Hoàng gia Hungary) chuyển tới Pozsony (trong tiếng Slovakia: Prespork ở thời điểm đó, hiện là Bratislava) trở thành thành phố thủ đô của Hoàng gia Hungary năm 1536. Nhưng các cuộc chiến tranh Ottoman và những cuộc nổi dậy sau đó chống lại Triều đình Habsburg cũng gây nên sự phá hoại rất lớn, đặc biệt tại các vùng nông thôn. Khi người Thổ Nhĩ Kỳ rút khỏi Hungary hồi cuối thế kỷ XVII, tầm quan trọng của vùng đất gồm Slovakia hiện đại ngày nay giảm bớt, dù Bratislava vẫn giữ được vị thế thủ đô Hungary cho tới năm 1848, khi nó được chuyển cho Buda.
Trong cuộc cách mạng năm 1848–49 người Slovak ủng hộ Hoàng đế Áo, với hy vọng có được độc lập từ Hungary, một phần của Triều đình Kép, nhưng họ đã không đạt mục tiêu. Sau đó quan hệ giữa các quốc gia xấu đi (xem Hungary hoá), lên tới đỉnh điểm là sự ly khai của Slovakia khỏi Hungary sau Thế chiến I.

### Tiệp Khắc giữa hai cuộc chiến

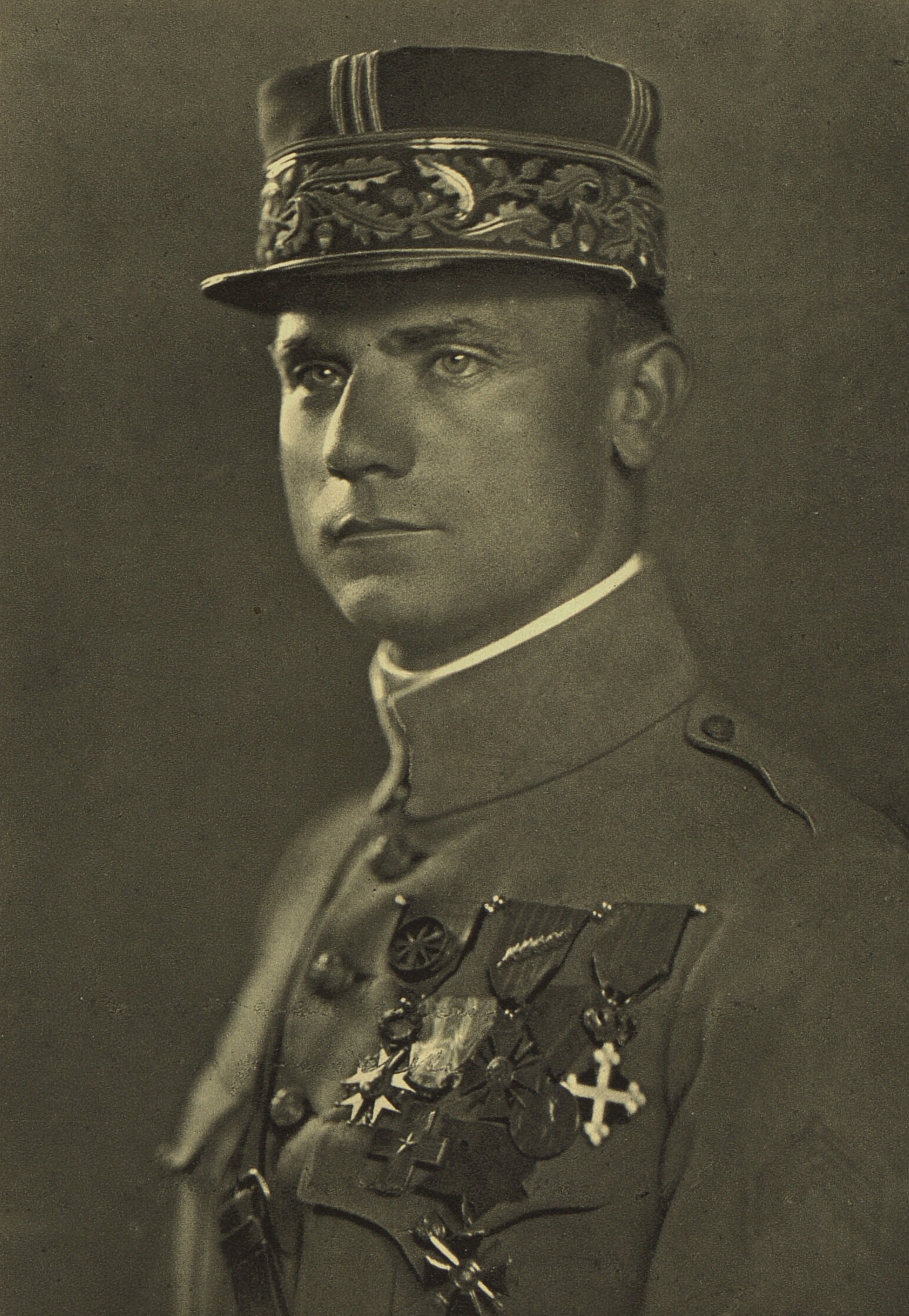
Milan Rastislav Štefánik

Năm 1918, Slovakia và các vùng Bohemia và Moravia thành lập một nhà nước chung, Tiệp Khắc, với các biên giới được xác nhận theo Hiệp ước Saint Germain và Hiệp ước Trianon. Năm 1919, trong thời gian hỗn loạn sau sự tan rã của Áo-Hung, Tiệp Khắc được thành lập với nhiều người Đức và người Hungary bên trong lãnh thổ mới được lập ra của họ. Một người Slovak yêu nước Milan Rastislav Štefánik (1880–1919), đã giúp tổ chức các trung đoàn Tiệp Khắc chống Áo-Hung trong Thế chiến I, thiệt mạng trong một vụ đâm máy bay trong cuộc chiến này. Trong thời kỳ hoà bình sau cuộc Thế chiến, Tiệp Khắc xuất hiện như một nhà nước châu Âu có chủ quyền.
Trong giai đoạn giữa hai cuộc Thế chiến, Tiệp Khắc dân chủ là đồng minh với Pháp, và với România và Nam Tư (Little Entente); tuy nhiên, Các hiệp ước Locarno năm 1925 khiến anh ninh Đông Âu còn để ngỏ. Cả người Séc và người Slovak đều có một giai đoạn khá thịnh vượng. Không chỉ ở quá trình phát triển nền kinh tế đất nước, mà cả ở văn hoá và các cơ hội giáo dục. Cộng đồng Đức thiểu số chấp nhận vai trò của họ trong quốc gia mới và các quan hệ với Áo khá tốt. Tuy thế cuộc Đại giảm phát đã gây ra sự suy giảm kinh tế, tiếp theo là sự tan rã chính trị và mất an ninh ở châu Âu.
Sau đó Tiệp Khắc ở dưới áp lực liên tục từ các chính phủ xét lại của Đức và Hungary. Cuối cùng việc này đã dẫn đến Thoả thuận Munich vào tháng 9 năm 1938, cho phép Đức Phát xít chia cắt một phần lãnh thổ đất nước bằng cách chiếm đóng cái gọi là Sudetenland, một vùng có đa số người nói tiếng Đức giáp với biên giới Đức và Áo. Phần còn lại của Tiệp Khắc được đổi tên thành Czecho-Slovakia và người Slovak có mức độ tự chủ chính trị lớn hơn. Tuy nhiên, vùng phía nam và phía đông Slovakia, bị Hungary tuyên bố chủ quyền tại Hội đồng trọng tài Vienna lần thứ nhất tháng 11 năm 1938.

### Thế chiến II
Sau Thoả thuận Munich và Hội đồng trọng tài Vienna của họ, Phát xít Đức đe doạ sáp nhập một phần Slovakia và cho phép các vùng còn lại được phân chia bởi Hungary hay Ba Lan trừ khi họ tuyên bố độc lập. Vì thế, Slovakia ly khai khỏi Tiệp Khắc vào tháng 3 năm 1939 và liên kết, theo yêu cầu của Đức, với liên minh của Hitler. Chính phủ Đệ Nhất Cộng hoà Slovak, dưới sự lãnh đạo của Jozef Tiso và Vojtech Tuka, bị ảnh hưởng mạnh từ Đức và dần trở thành một chế độ bù nhìn ở nhiều khía cạnh. Hầu hết người Do Thái bị trục xuất khỏi đất nước và bị đưa tới các trại lao động tại Đức, tuy nhiên hàng nghìn người Do Thái vẫn ở lại trong các trại lao động tại Slovak ở Sered, Vyhne, và Nováky. Tiso, nhờ có thể trao quyền miễn trừ của tổng thống, được cho là đã cứu tới 40,000 người Do thái trong thời gian cuộc chiến, dù những ước tính khác cho rằng con số đó là khoảng 4,000 hay thậm chí chỉ 1,000. 
Tuy nhiên, dưới chế độ chính phủ Tiso 83% người Do thái tại Slovakia, trong tổng cộng 75,000 người, đã bị giết hại. Tiso trở thành lãnh đạo châu Âu duy nhất thực tế trả cho chính quyền Đức để trục xuất người Do Thái trong nước ông.
Sau khi rõ ràng rằng Hồng quân Nga đang đẩy lùi quân Phát xít khỏi đông và trung Âu, một phong trào kháng chiến xuất hiện với sự phản công vũ trang mạnh mẽ, được gọi là Khởi nghĩa Quốc gia Slovak, năm 1944. Một thời kỳ chiếm đóng đẫm máu của Đức và một cuộc chiến tranh du kích diễn ra sau đó.

### Cầm quyền của Đảng Cộng sản
Sau Thế chiến II, Tiệp Khắc được tái lập và Jozef Tiso bị treo cổ năm 1947 vì tội hợp tác với Phát xít. Hơn 80,000 người Hungary và 32,000 người Đức bị buộc phải rời Slovakia, trong một loạt các cuộc di chuyển dân số theo sáng kiến của Đồng Minh tại Hội nghị Potsdam. Sự trục xuất này vẫn là một nguồn gốc gây căng thẳng giữa Slovakia và Hungary. Trong số khoảng 130,000 người Đức Carpathian tại Slovakia năm 1938, đến năm 1947 chỉ còn khoảng 20,000 người ở lại.
Tiệp Khắc rơi vào tầm ảnh hưởng của Liên Xô và Khối hiệp ước Warszawa của họ sau một cuộc đảo chính năm 1948. Nước này bị chiếm đóng bởi các lực lượng Khối Warszawa (ngoại trừ România) năm 1968, chấm dứt một giai đoạn tự do hoá dưới sự lãnh đạo của Alexander Dubček. Năm 1969, Tiệp Khắc trở thành một liên bang gồm Cộng hoà Xã hội chủ nghĩa Séc và Cộng hoà Xã hội chủ nghĩa Slovak.

### Thành lập Cộng hoà Slovak
Chế độ cộng sản cầm quyền tại Tiệp Khắc chấm dứt năm 1989, sau cuộc Cách mạng Nhung hoà bình, một lần nữa quốc gia lại bị giải tán, lần này thành hai nhà nước kế tục. Tháng 7 năm 1992 Slovakia, dưới sự lãnh đạo của Thủ tướng Vladimír Mečiar, tuyên bố mình là một nhà nước có chủ quyền, có nghĩa luật pháp của họ được ưu tiên hơn luật pháp của chính phủ liên bang. Trong mùa thu năm 1992, Mečiar và Thủ tướng Séc Václav Klaus đã đàm phán các chi tiết về việc giải tán liên bang. Tháng 11 nghị viện liên bang bỏ phiếu chính thức giải tán đất nước vào ngày 31 tháng 12 năm 1992. Slovakia và Cộng hoà Séc trở thành hai quốc gia độc lập kể từ ngày 1 tháng 1 năm 1993, một sự kiện thỉnh thoảng được gọi là sự Ly hôn Nhung. Slovakia vẫn là một đối tác chặt chẽ với Cộng hoà Séc, cả hai nước hợp tác với Hungary và Ba Lan trong Nhóm Visegrád. Slovakia trở thành một thành viên của NATO ngày 29 tháng 3 năm 2004 và của Liên minh châu Âu ngày 1 tháng 5 năm 2004. Ngày 1 tháng 1 năm 2009, Slovakia chấp nhận đồng Euro trở thành đồng tiền tệ quốc gia.

## Địa lý

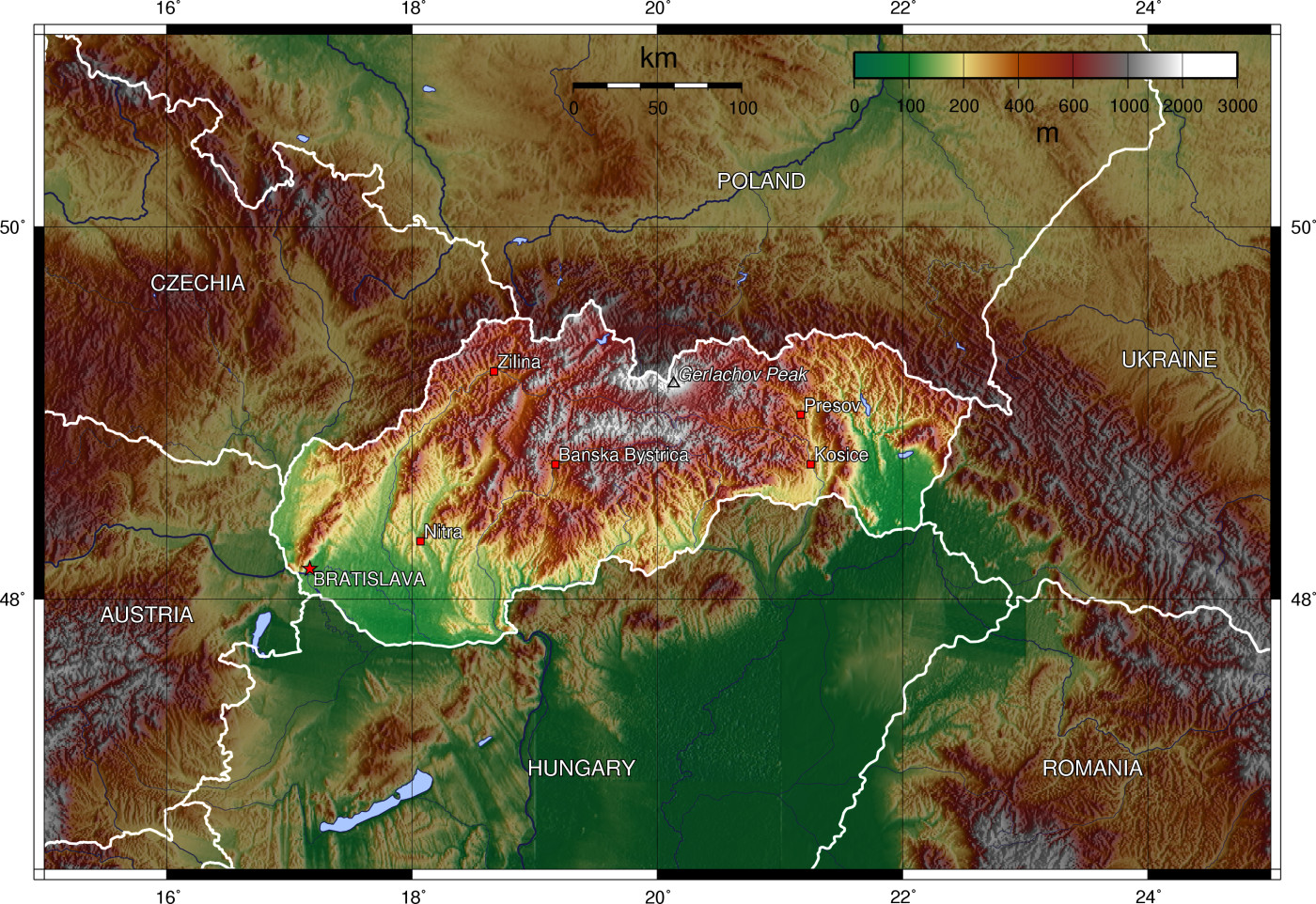
Một bản đồ địa hình Slovakia

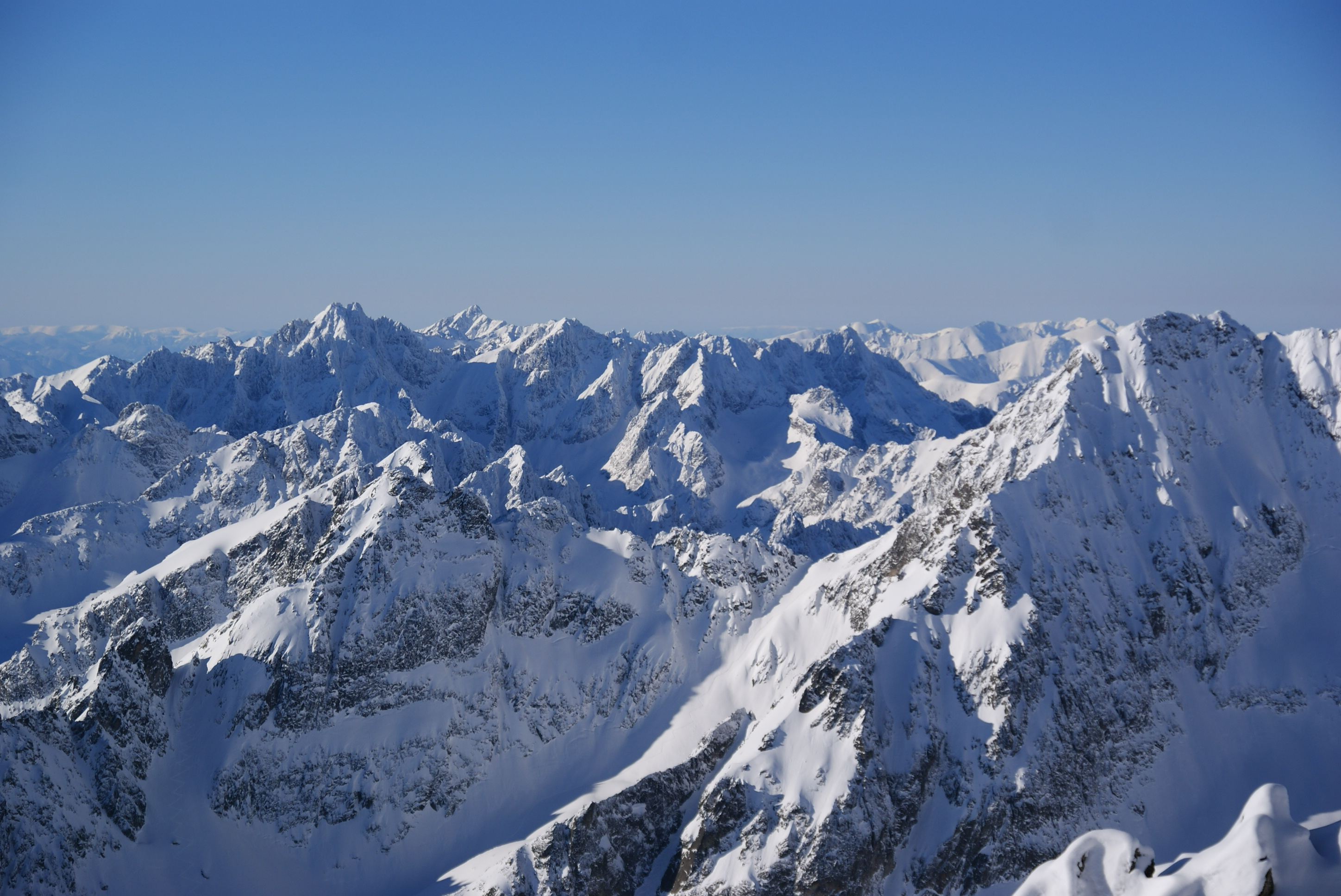
High Tatras

Phong cảnh Slovak chủ yếu là núi non, với dãy núi Karpat chạy suốt hầu hết nửa phía bắc đất nước. Trong số những rặng núi đó có những đỉnh của dãy núi Tatra. Ở phía bắc, gần biên giới Ba Lan, là High Tatras địa điểm trượt tuyết nổi tiếng và là nơi có nhiều hồ cùng thung lũng đẹp cũng như các điểm cao nhất Slovakia, Gerlachovský štít ở độ cao 2,655 mét (8,711 ft), và ngọn núi mang tính biểu tượng quốc gia Kriváň.
Các con sông chính của Slovakia là Danube, Váh và Hron. Sông Tisa là biên giới Slovak-Hungary với đoạn chỉ kéo dài 5 km.
Khí hậu Slovak ở giữa các vùng khí hậu ôn hoà và khí hậu lục địa với mùa hè khá ấm và mùa đông lạnh, ẩm, nhiều mây. Lãnh thổ Slovakia có thể chia thành ba vùng khí hậu và vùng thứ nhất lại có thể được chia thành hai vùng nhỏ.

### Khí hậu những vùng đất thấp

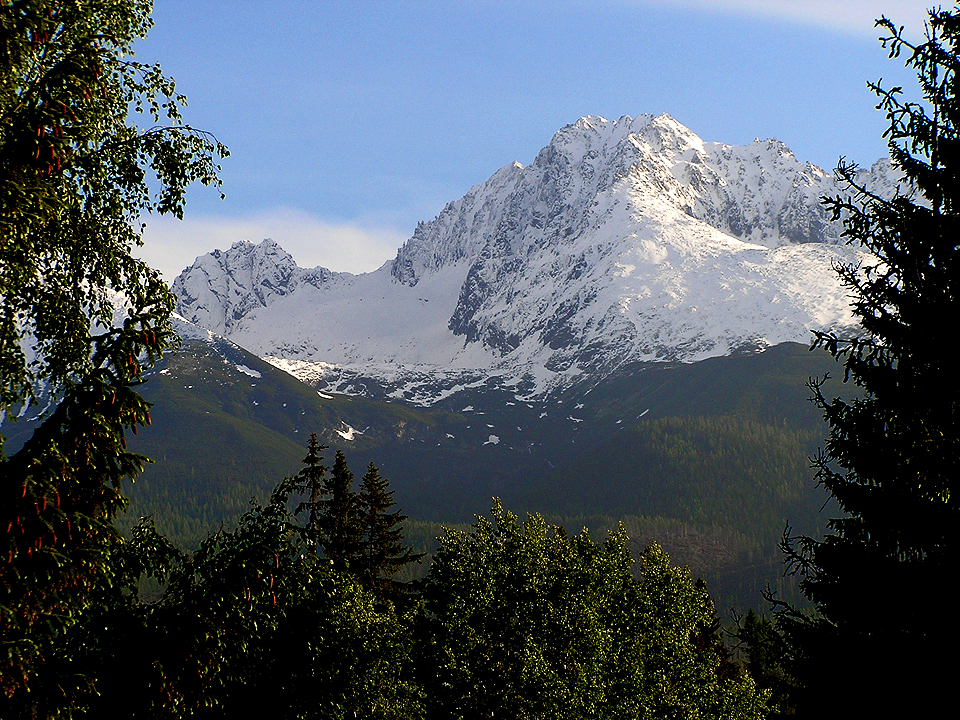
Gerlachovský štít (2655 m), highest peak in Slovakia

Nhiệt độ trung bình năm khoảng 9–10 °C. Nhiệt độ trung bình tháng nóng nhất khoảng 20 °C và nhiệt độ trung bình tháng lạnh nhất lớn hơn −3 °C. Kiểu thời tiết này xảy ra tại Záhorská nížina và Podunajská nížina. Đây là khí hậu đặc trưng của thành phố thủ đô Bratislava.

### Khí hậu các vùng châu thổ
Nhiệt độ trung bình năm trong khoảng 5 °C đến 8.5 °C. Nhiệt độ trung bình tháng nóng nhất trong khoảng 15 °C và 18.5 °C và nhiệt độ trung bình tháng lạnh nhất trong khoảng −3 °C và −6 °C. Kiểu khí hậu này có thể tháy ở hầu hết mọi vùng châu thổ tại Slovakia. Ví dụ Podtatranská kotlina, Žilinská kotlina, Turčianska kotlina, Zvolenská kotlina. Đây là khí hậu đặc trưng của các thị trấn Poprad và Sliač.

### Khí hậu vùng núi
Nhiệt độ trung bình năm chưa tới 5 °C. Nhiệt độ trung bình tháng nóng nhất chưa tới 15 °C và nhiệt độ trung bình tháng lạnh nhất chưa tới −5 °C. Kiểu khí hậu này diễn ra tại các vùng núi và một số làng trong thung lũng Orava và Spiš.

## Chính trị

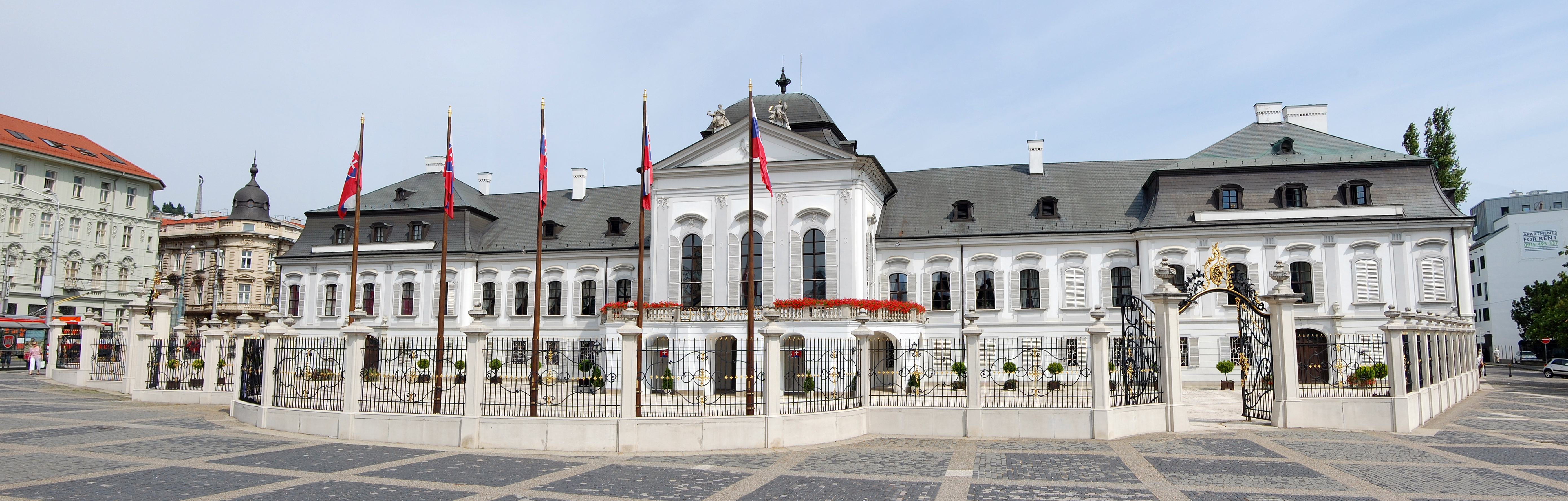
Phủ Tổng thống Slovakia tại Bratislava

Slovakia là một nền cộng hoà dân chủ nghị viện với một hệ thống đa đảng. Cuộc bầu cử gần nhất được tổ chức ngày 17 tháng 6 năm 2006 và hai vòng của cuộc bầu cử tổng thống diễn ra ngày 3 tháng 4 và 17 tháng 4 năm 2004.
Nguyên thủ quốc gia Slovak là tổng thống (Ivan Gašparovič, 2004 – 2009), được bầu trực tiếp theo phổ thông đầu phiếu với nhiệm kỳ năm năm. Tổng thống là nguyên thủ quốc gia và là người lãnh đạo chính thức của nhánh hành pháp, dù với quyền lực rất hạn chế. Hầu hết quyền hành pháp thuộc lãnh đạo chính phủ, thủ tướng (Robert Fico, 2006 – 2010), thường là lãnh đạo đảng thắng cử, nhưng ông/bà ta cần hình thành một liên minh đa số trong nghị viện. Thủ tướng được tổng thống chỉ định. Tất cả thành viên khác trong nội các cũng được tổng thống chỉ định theo giới thiệu của thủ tướng.
Cơ quan lập pháp cấp cao nhất của Slovakia là Hội đồng Cộng hoà Slovak (Národná rada Slovenskej republiky) đơn viện. Các đại biểu được bầu với nhiệm kỳ bốn năm trên cơ sở đại diện tỷ lệ. Cơ quan hành pháp cấp cao nhất của Slovakia là Toà án Hiến pháp Slovakia (Ústavný súd), xét xử các vấn đề về hiến pháp. 13 thành viên của Toà án này do Tổng thống chỉ định từ một danh sách ứng cử viên do nghị viện đề nghị.
Slovakia là một quốc gia thành viên Liên minh châu Âu và NATO từ năm 2004. Là một thành viên của Liên hiệp quốc (từ năm 1993), ngày 10 tháng 10 năm 2005, Slovakia được bầu làm thành viên Hội đồng Bảo an Liên hiệp quốc với nhiệm kỳ hai năm từ 2006 đến 2007. Slovakia cũng là một thành viên của WTO, OECD, OSCE, và các tổ chức quốc tế khác.
Một việc gây tranh cãi, Các nghị định Beneš, theo đó, sau Thế chiến II, dân cư người Đức và Hungary tại Tiệp Khắc bị quy trách nhiệm có tội trong Thế chiến II, bị tước bỏ quyền công dân, và nhiều người bị trục xuất, vẫn chưa được phục hồi.
Hiến pháp Cộng hoà Slovak được phê chuẩn ngày 1 tháng 9 năm 1992, và có hiệu lực từ ngày 1 tháng 1 năm 1993). Nó được sửa đổi vào tháng 9 năm 1998 để cho phép bầu cử trực tiếp tổng thống và một lần nữa vào tháng 2 năm 2001 vì các yêu cầu chấp nhận gia nhập của EU.
Hệ thống luật dân sự dựa trên các điều luật của Áo-Hung. Luật pháp đã được sửa đổi để tương tích với các quy định của Tổ chức An ninh và Hợp tác châu Âu (OSCE) và để xoá bỏ lý thuyết pháp luật Marxist-Leninist. Slovakia chấp nhận tính pháp lý của Toà án Công lý Quốc tế với sự bảo lưu.
Liên minh chính phủ ở thời điểm tháng 7 năm 2006 gồm Smer, SNS (nổi tiếng về khuynh hướng phát xít công khai và một lập trường chống các sắc tộc thiểu số) and HZDS.

### Phân cấp hành chính

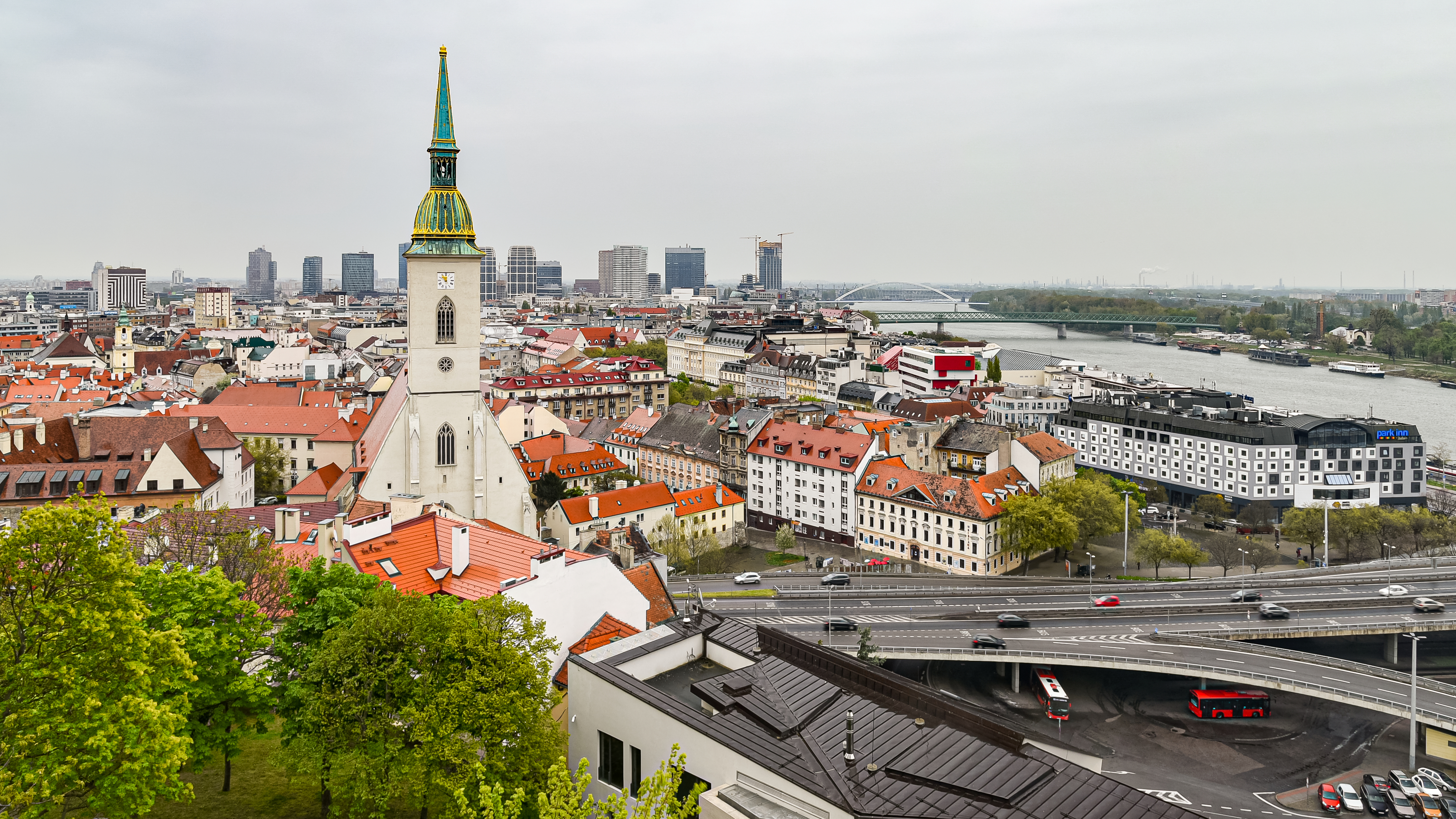
Bratislava

Slovakia được chia thành 8 vùng, mỗi vùng có một thủ phủ. Các vùng được phân quyền tự trị từ năm 2002. Mỗi vùng được chia thành các quận, mỗi quận được chia thành các xã. Hiện tại, Slovakia có 79 quận và 2.890 xã.
Cơ quan chính quyền địa phương tự trị được gọi là Vùng tự trị hoặc Đơn vị lãnh thổ cấp cao.
Về kinh tế và tỷ lệ thất nghiệp, các vùng phía tây giàu có hơn các vùng phía đông; tuy nhiên sự khác biệt tương đối không lớn hơn hầu hết các quốc gia EU cũng có các vùng khác biệt.
| Prešov Košice Žilina Banská Bystrica Trenčín Nitra Trnava Bratislava |

| Vùng                 | Thủ phủ         | Dân số (2021) |
| -------------------- | --------------- | ------------- |
| Vùng Bratislava      | Bratislava      | 719,537       |
| Vùng Trnava          | Trnava          | 566,008       |
| Vùng Nitra           | Nitra           | 677,900       |
| Vùng Trenčín         | Trenčín         | 577,464       |
| Vùng Žilina          | Žilina          | 691,613       |
| Vùng Banská Bystrica | Banská Bystrica | 625,601       |
| Vùng Prešov          | Prešov          | 808,931       |
| Vùng Košice          | Košice          | 782,216       |

## Kinh tế

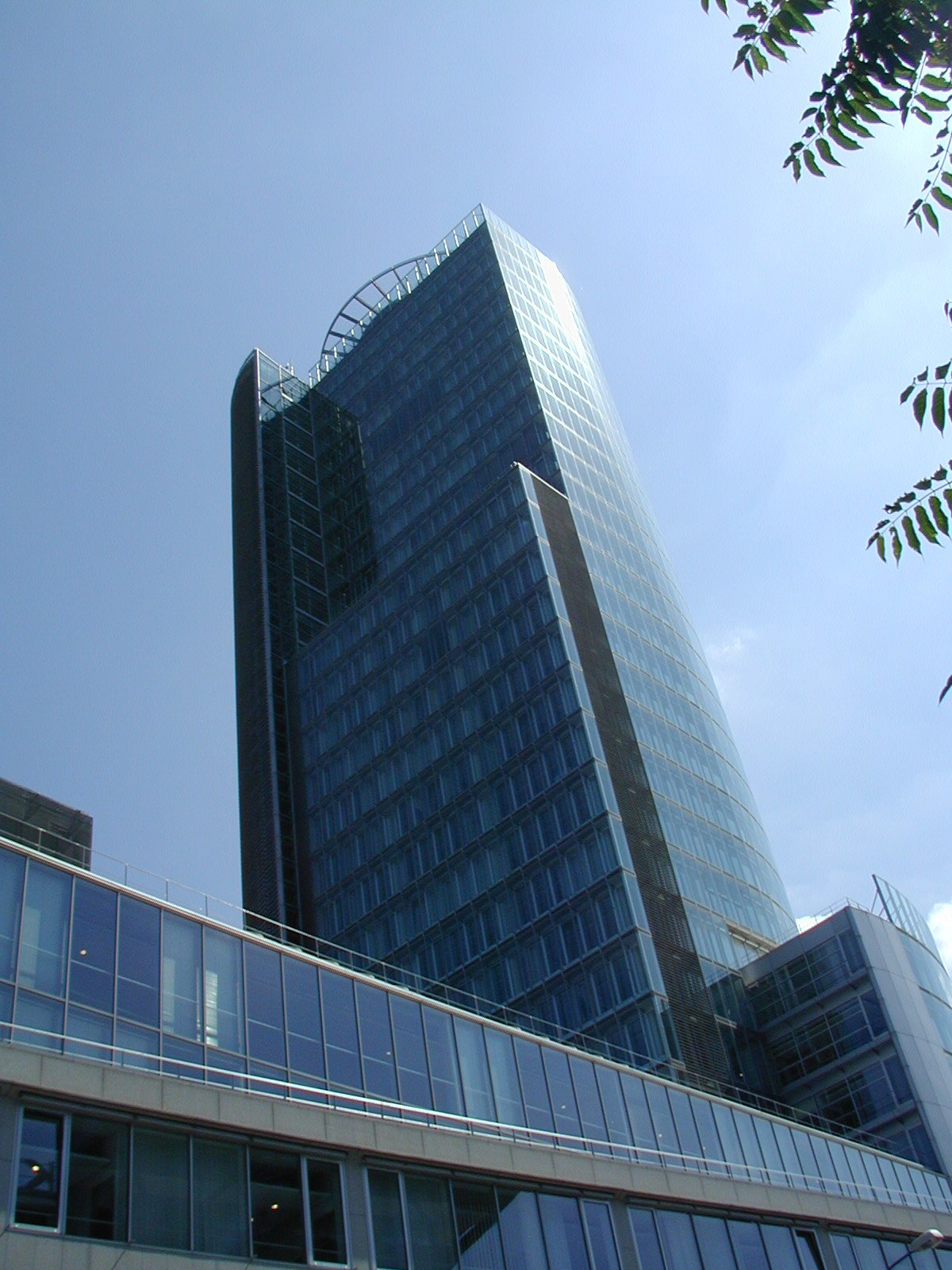
Trụ sởNgân hàng Quốc gia Slovakia tại Bratislava

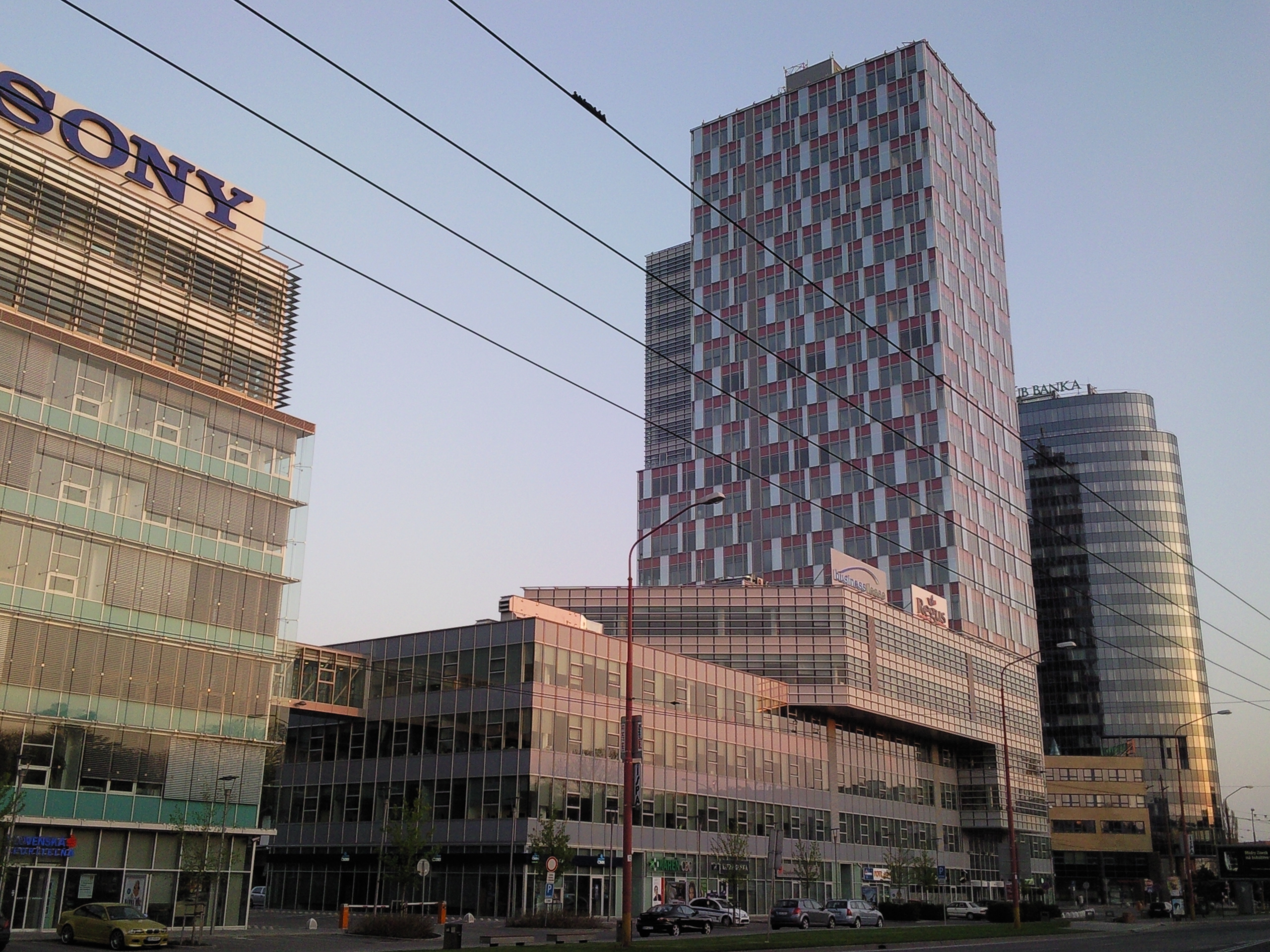
Quận hành chính

Kinh tế Slovakia được coi là một nền kinh tế tiên tiến, và nước này được gọi là một con Hổ Tatra. Slovakia đã chuyển từ một nền kinh tế kế hoạch tập trung sang một nền kinh tế thị trường. Các chương trình tư nhân hoá lớn hầu như đã hoàn tất, lĩnh vực ngân hàng hầu như nằm trong tay tư nhân, và khoản đầu tư nước ngoài đã tăng lên.
Gần đây Slovakia nổi bật nhờ có mức tăng trưởng kinh tế cao và bền vững. Năm 2006, Slovakia có mức tăng trưởng GDP (8.9%) cao nhất trong số các thành viên OECD. Tăng trưởng GDP năm 2007 được ước tính ở mức 10.4% với một mức kỷ lục 14.3% đạt được ở quý bốn. Theo dữ liệu của Eurostat, GDP theo sức mua tương đương trên đầu người của Slovakia đứng ở mức 72% so với mức trung bình của EU năm 2008.
Thất nghiệp, lên tới đỉnh điểm ở mức 19.2% cuối năm 1999, đã giảm xuống 7.51% vào tháng 10 năm 2008 theô Văn phòng Thống kê của Cộng hoà Slovak. Ngoài tăng trưởng kinh tế, di cư công nhân tới các quốc gia EU khác cũng góp phần vào sự sụt giảm này. Theo Eurostat, vốn sử dụng cách tính khác biệt so với cách tính của Văn phòng Thống kê Cộng hoà Slovak, tỷ lệ thất nghiệp vẫn đứng ở mức cao thứ hai sau Tây Ban Nha trong nhóm EU-15, với 9.9%.
Lạm phát đã giảm từ mức trung bình năm 12.0% năm 2000 xuống chỉ còn 3.3% trong năm bầu cử 2002, nhưng tăng lại vào năm 2003–2004 vì chi phí nhân công tăng và thuế cao. Đạt mức 3.7% năm 2005.
Slovakia đã chấp nhận đồng euro vào ngày 1 tháng 1 năm 2009 và là thành viên thứ 16 của Eurozone. Đồng euro tại Slovakia đã được Hội đồng châu Âu thông qua ngày 7 tháng 5 năm 2008. Đồng Slovenská koruna được định giá lại ngày 28 tháng 5 năm 2008 ở mức 30.126 cho 1 euro, đây cũng là tỷ giá trao đổi với đồng euro.
Slovakia là một đất nước hấp dẫn đầu tư nước ngoài chủ yếu bởi mức lương thấp, thuế thấp và lực lượng lao động có đào tạo. Những năm gần đây, Slovakia đã theo đuổi một chính sách khuyến khích đầu tư nước ngoài. FDI đã tăng hơn 600% từ năm 2000 và lên tới đỉnh điểm ở mức $17.3 tỷ USD năm 2006, hay khoảng $22,000 trên đầu người cuối năm 2008.
Dù có đủ số lượng các nhà nghiên cứu và một hệ thống giáo dục tốt, Slovakia, cùng với các quốc gia hậu Cộng sản khác, vẫn phải đối mặt với các thách thức trong lĩnh vực kinh tế trí thức. Chi phí nghiên cứu và phát triển kinh doanh và công cộng ở mức thấp hơn mức trung bình của EU. Chương trình Đánh giá Sinh viên Quốc tế, được điều phối bởi OECD, hiện xếp giáo dục cấp hai của Slovakia ở hạng 30 trong bảng xếp hạng (ngay dưới Hoa Kỳ và trên Tây Ban Nha).
Tháng 3 năm 2008, Bộ Tài chính thông báo rằng kinh tế Slovakia đã phát triển đủ để ngừng nhận viện trợ từ Ngân hàng Thế giới. Slovakia đã trở thành một nước cung cấp viện trợ từ cuối năm 2008.
Tính đến năm 2016, GDP của Slovakia đạt 90.263 USD, đứng thứ 65 thế giới và đứng thứ 23 châu Âu.

### Công nghiệp

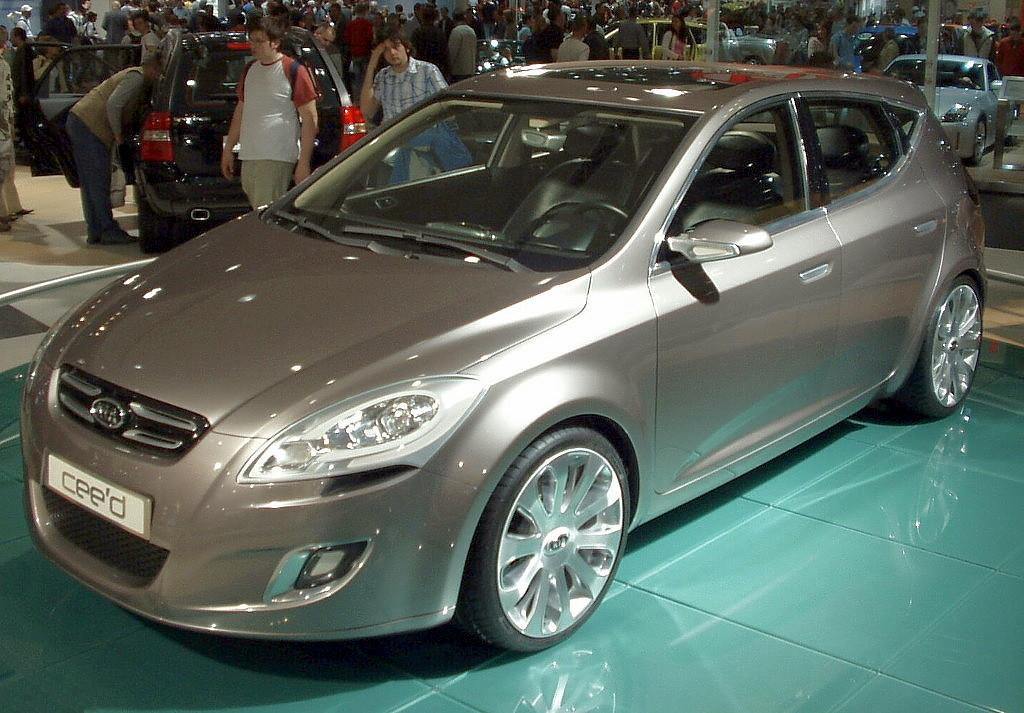
Kia cee'd, sản xuất tại Žilina

Dù GDP của Slovakia chủ yếu từ lĩnh vực dịch vụ, ngành công nghiệp của nước này cũng đóng một vai trò quan trọng trong nền kinh tế. Các lĩnh vực công nghiệp chính là sản xuất ô tô và kỹ thuật điện. Từ năm 2007, Slovakia đã trở thành nhà sản xuất xe hơi lớn nhất thế giới tính theo đầu người, với tổng số 571,071 chiếc xe được sản xuất trong nước riêng trong năm 2007. Hiện có ba nhà sản xuất chính: Volkswagen tại Bratislava, PSA Peugeot Citroen tại Trnava và Kia Motors tại Žilina.
Về các công ty điện tử, Sony có một nhà máy tại Nitra sản xuất LCD TV, Samsung tại Galanta sản xuất màn hình máy tính và các bộ linh kiện TV.
Vị trí địa lý của Bratislava ở Trung Âu từ lâu đã khiến Bratislava trở thành ngã tư trên các con đường thương mại quốc tế. Nhiều tuyến đường thương mại cổ, như Đường Amber và tuyến đường thủy Danube đã đi qua vùng Bratislava hiện nay. Bratislava ngày nay là một đầu mối đường bộ, đường sắt, đường thủy và hàng không.

### Cơ sở hạ tầng

#### Đường bộ

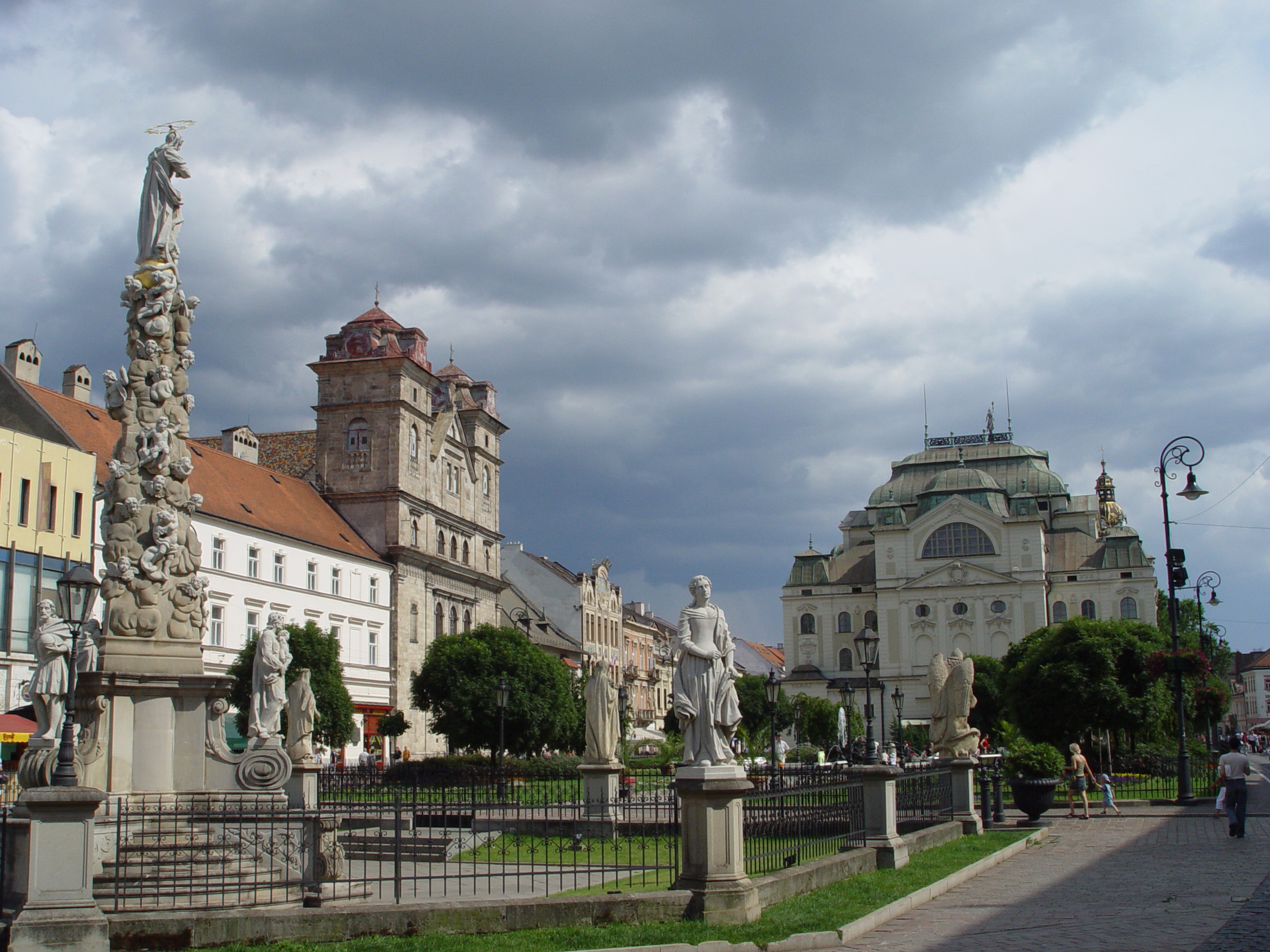
Hlavná ulica (Phố chính) tại Košice

Bratislava là một điểm nút đường cao tốc quốc tế lớn: Đường cao tốc D1 nối Bratislava với Trnava, Nitra, Trenčín, Žilina và các địa điểm ở xa hơn, trong khi Đường cao tốc D2, chạy theo hướng bắc nam, nối thành phố này với Praha, Brno và Budapest. Đường cao tốc D4 (đường vòng phía ngoài), sẽ làm giảm áp lực trên hệ thống đường cao tốc của thành phố, hầu như mới ở giai đoạn lập kế hoạch.
Đường cao tốc A6 tới Viên nối trực tiếp Slovakia với hệ thống đường cao tốc Áo và mở cửa ngày 19 tháng 11 năm 2007.

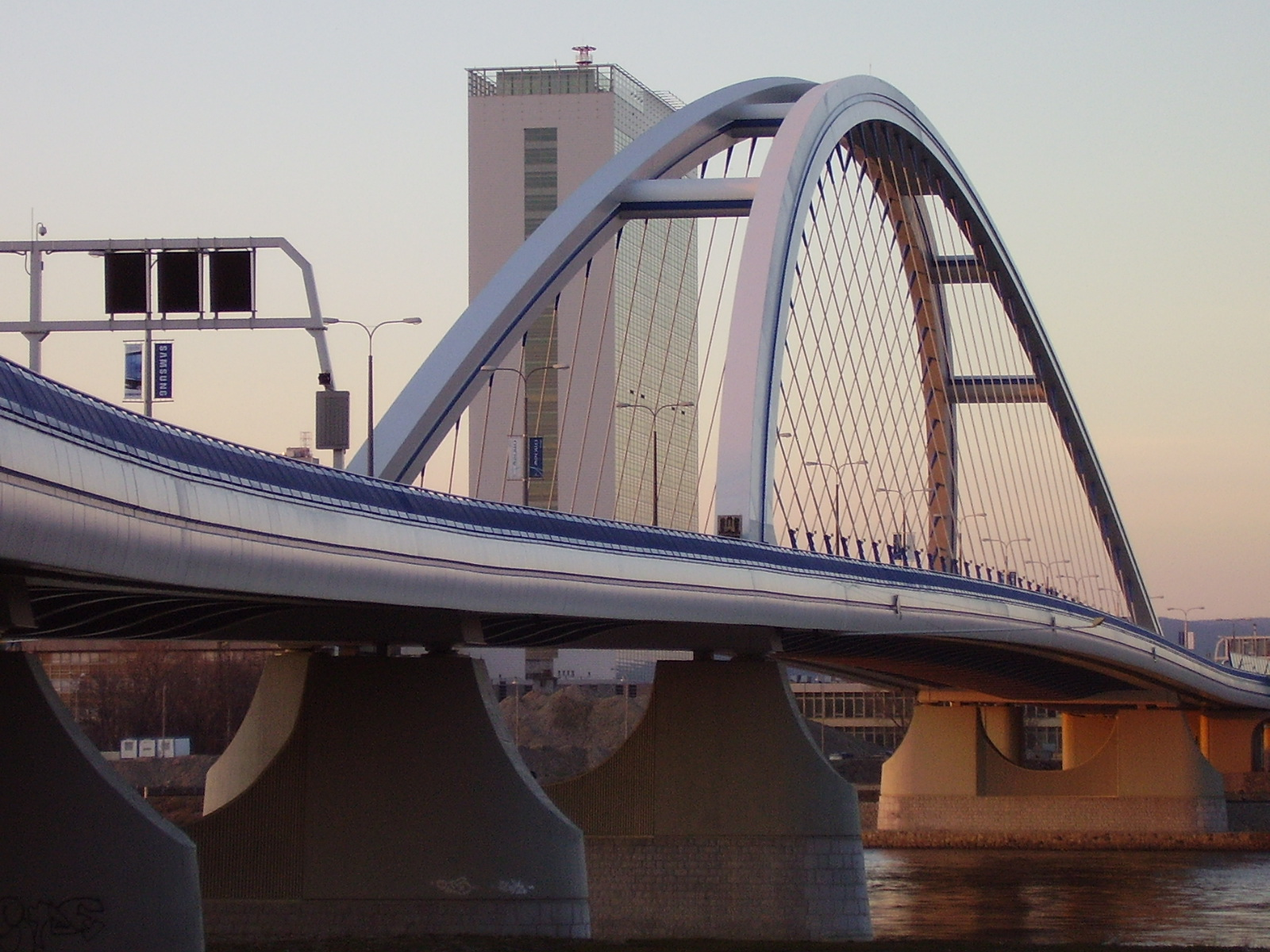
Cầu Apollo

Hiện tại, có năm cây cầu bắc qua sông Danube (thứ tự theo dòng chảy): Lafranconi Bridge, Nový Most (Cầu Mới), Starý most (Cầu Cũ), Most Apollo và Prístavný most (Cầu Cảng).
Mạng lưới đường bộ bên trong thành phố được làm theo hình tròn xuyên tâm. Hiện nay, giao thông đường bộ tại Bratislava đang phát triển nhanh chóng, tăng áp lực lên mạng lưới đường. Có khoảng 200,000 xe đăng ký tại Bratislava, (xấp xỉ 2 người trên mỗi chiếc xe).

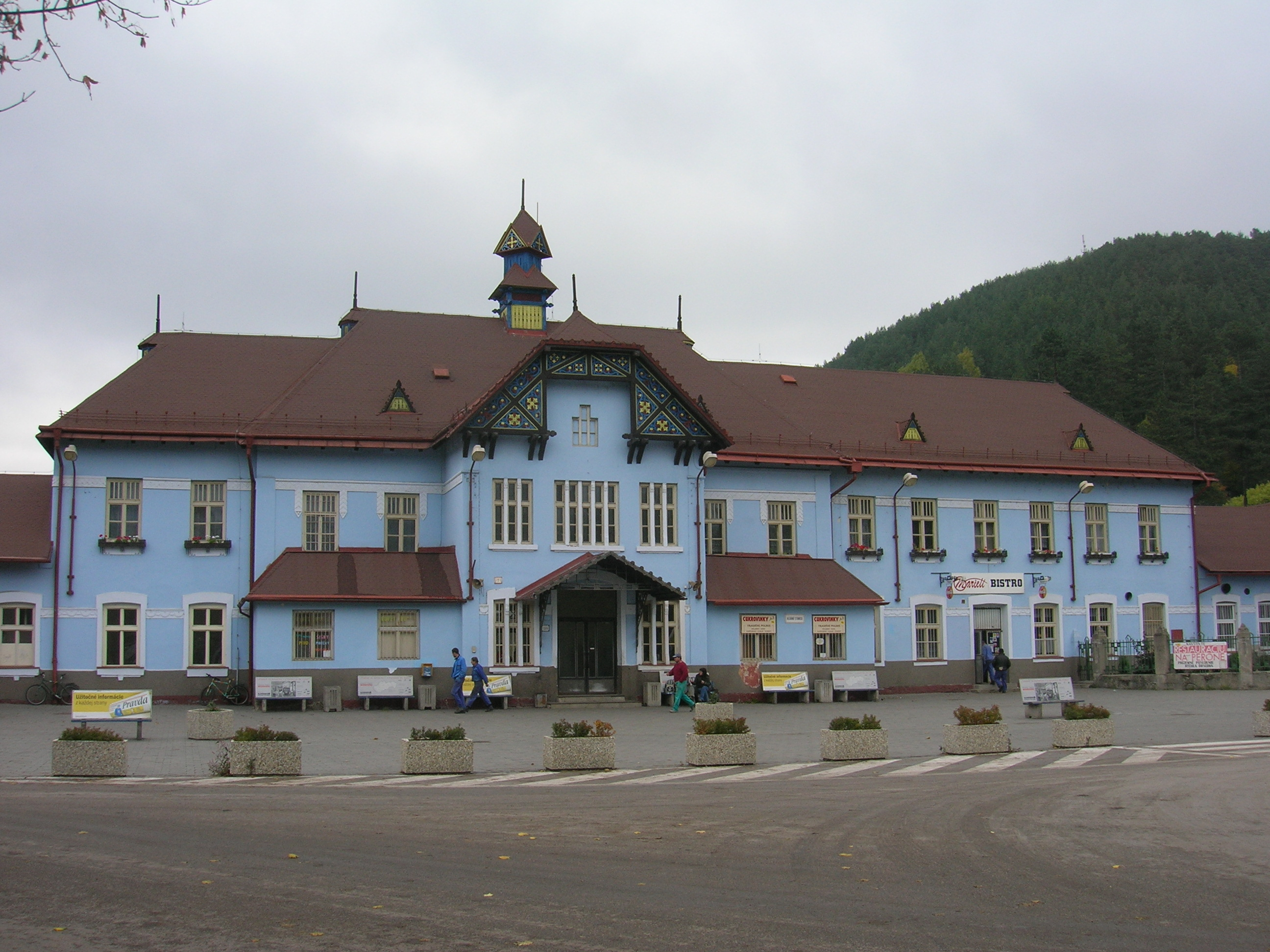
Ga đường sắt Ružomberok

### Hàng không

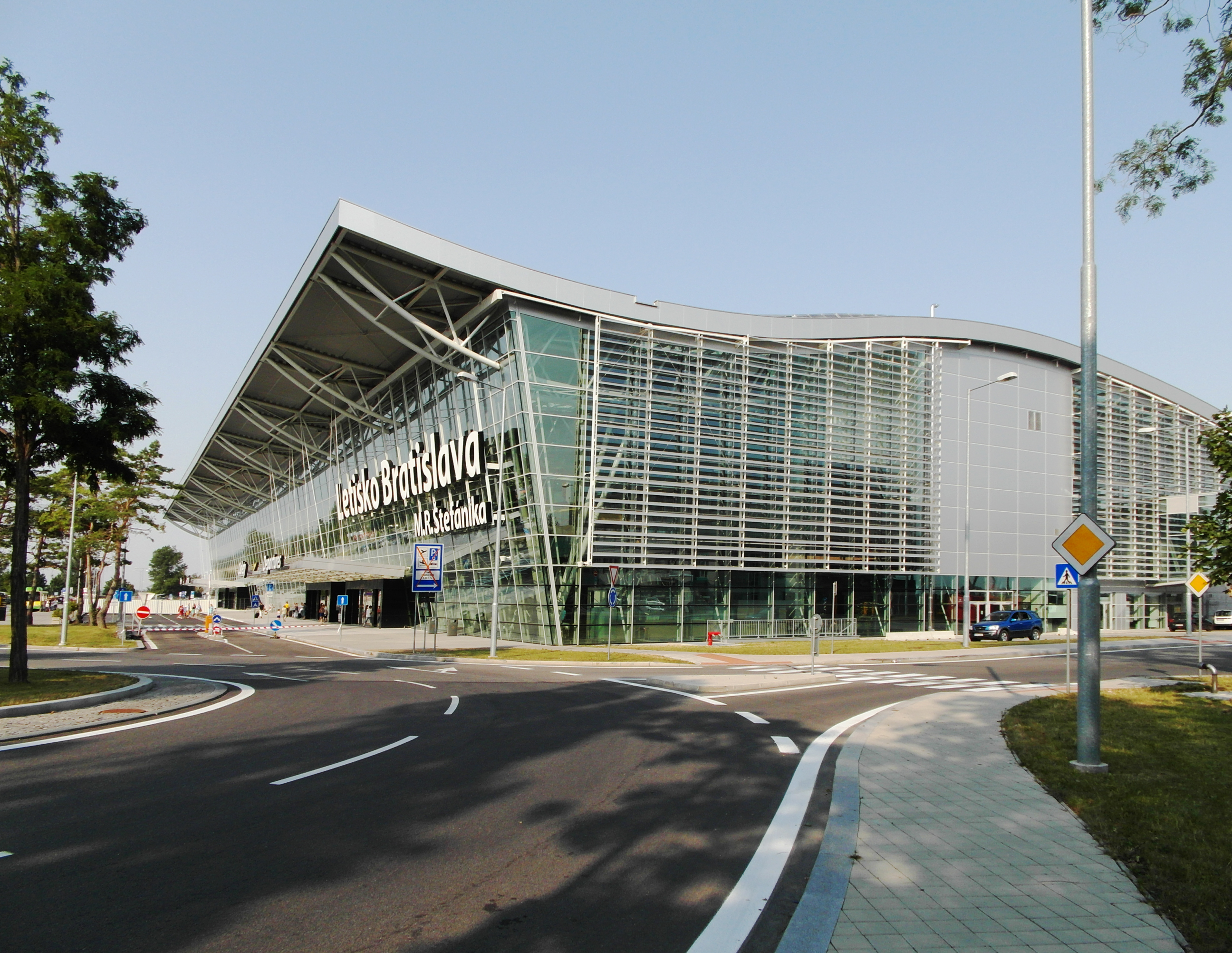
Sân bay quốc tế Bratislava

Sân bay M. R. Štefánik tại Bratislava là sân bay quốc tế chính tại Slovakia. Nó nằm cách trung tâm thành phố 9 kilômét (5.59 dặm). Đây là nơi đón tiếp các chuyến bay dân sự và chính phủ, các chuyến bay nội địa và quốc tế định kỳ và không định kỳ. Các đường băng hiện thích hợp cho mọi loại máy bay đang được sử dụng. Sân bay có lượng hành khách gia tăng nhanh chóng trong những năm gần đây; năm 2000 sân bay phục vụ 279,028 hành khách, 1,937,642 hành khách năm 2006 và 2,024,142 năm 2007. Smaller airports served by passenger airlines include those in Košice và Poprad.

### Đường sông
Cảng Bratislava là một trong hai cảng đường sông quốc tế tại Slovakia. Cảng nối Bratislava với các tuyến đường biển quốc tế, đặc biệt là nối từ Biển Bắc đến Biển Đen qua Kênh Rhine–Main–Danube.
Ngoài ra, các tuyến đường du lịch cũng hoạt động từ cảng hành khách Bratislava, gồm các tuyến đường tới Devín, Viên và những nơi khác.

### Du lịch

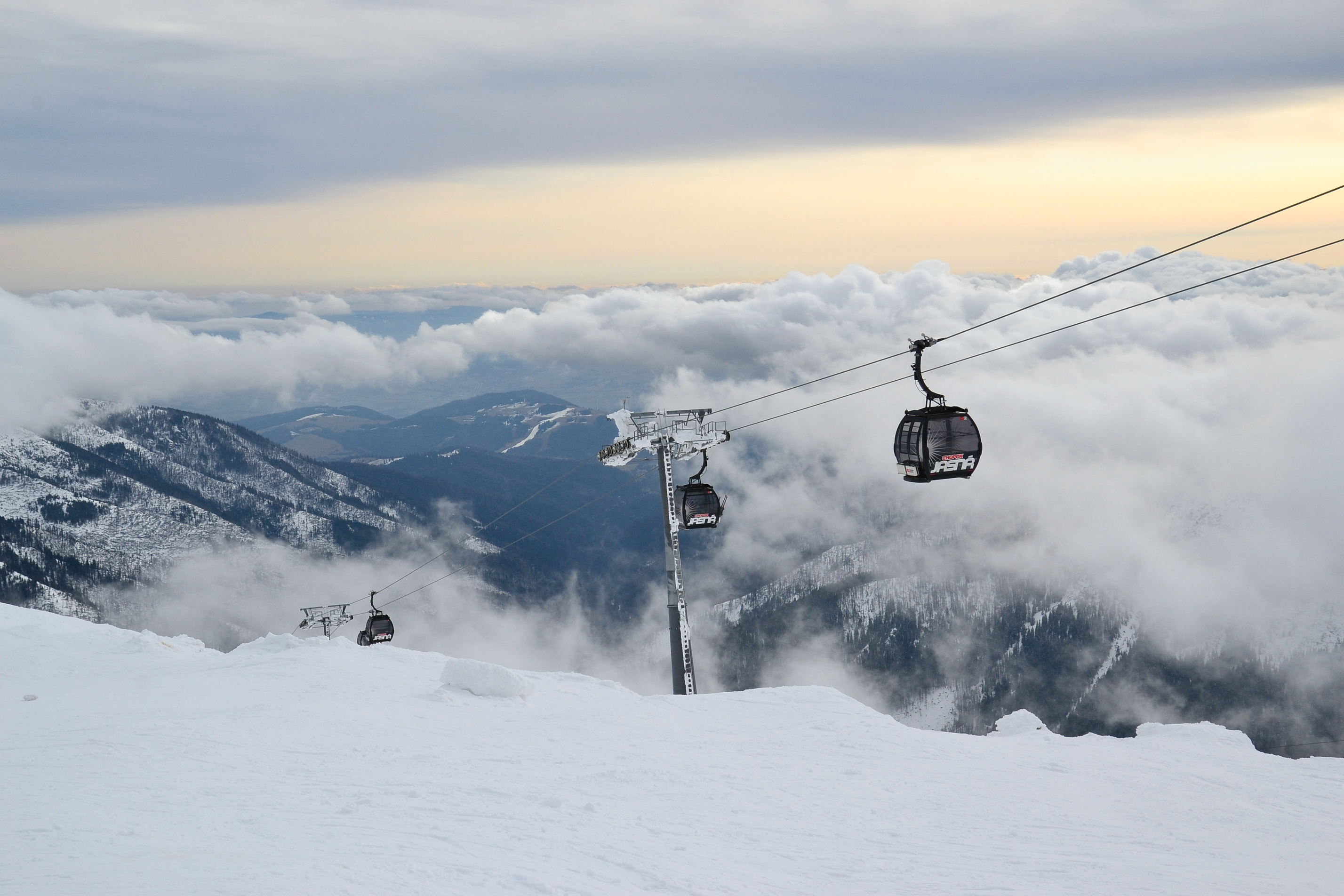
Cableway Jasná

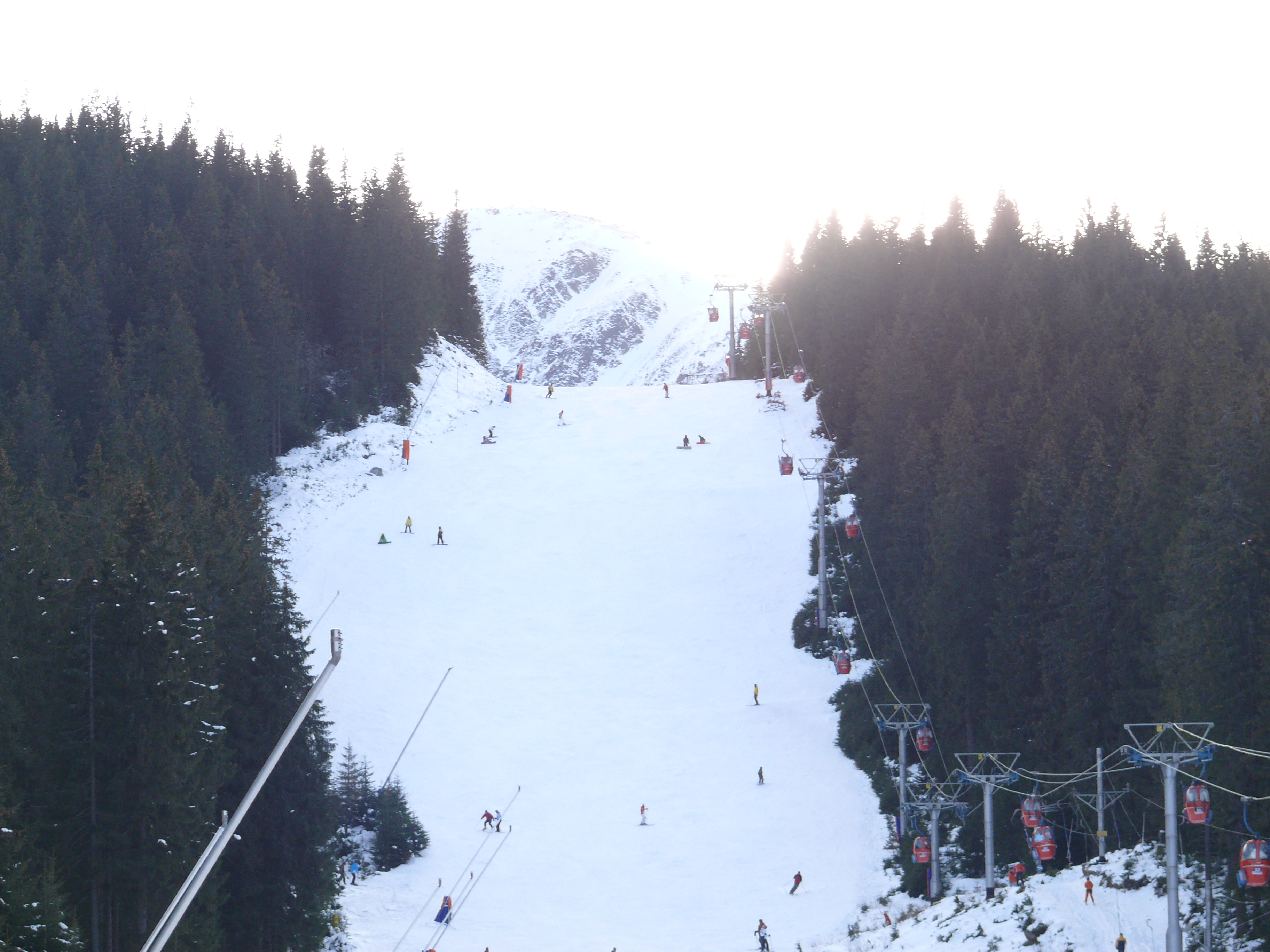
Slovakia là một điểm trượt tuyết tốt ở châu Âu

Slovakia có nhiều địa điểm tự nhiên, các dãy núi, hang động, các lâu đài trung cổ, các thị trấn, kiến trúc dân gian, các khu spa và các khu trượt tuyết.
Hơn 1.6 triệu du khách tới thăm Slovakia năm 2006, và các địa điểm thu hút nhiều du khách nhất là thành phố Bratislava và High Tatras. Hầu hết khách du lịch tới từ Cộng hoà Séc (khoảng 26%), Ba Lan (15%) và Đức (11%).
Các món quà tặng đặc trưng từ Slovakia là những con búp bê mặt trang phục truyền thống, các đồ sành sứ, pha lê, tượng gỗ khắc, črpák (bình đựng nước bằng gỗ), fujara (một nhạc cụ truyền thống trong danh sách của UNESCO) và valaška (một loại rìu dân gian khắc) và hơn hết là các sản phẩm làm từ vỏ ngô và dây, đáng chú ý nhất là các hình người. Những đồ quà tặng có thể được mua tại các cửa hàng của tổ chức nhà nước ÚĽUV (Ústredie ľudovej umeleckej výroby – Trung tâm sản xuất nghệ thuật dân gian). Dãy cửa hàng Dielo bán các đồ chế tạo của các nghệ sĩ và thợ thủ công Slovak. Những cửa hàng này hầu hết có mặt tại các thị trấn và các thành phố.
Giá cả các mặt hàng nhập khẩu nói chung tương đương với các nước láng giềng, trong khi giá các mặt hàng địa phương và các loại dịch vụ, đặc biệt là thực phẩm, thường thấp hơn.

### Khoa học

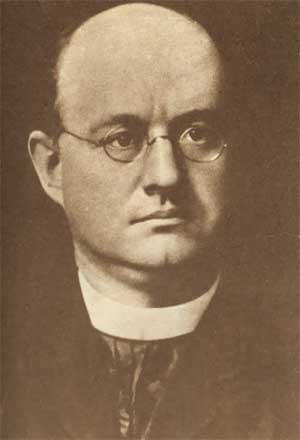
Jozef Murgaš

Một số người Slovak đã có những đóng góp đáng chú ý về kỹ thuật. Jozef Murgaš góp phần vào sự phát triển điện báo không dây; Ján Bahýľ đã chế tạo một trong những chiếc trực thăng hoạt động bằng động cơ đầu tiên; Štefan Banič chế tạo chiếc dù được sử dụng nhiều trong thực tế đầu tiên; Aurel Stodola đã chế tạo một vũ khí sinh học năm 1916 và là người tiên phong trong lĩnh vực turbine hơn nước và gas. Gần đây hơn, John Dopyera đã chế tạo một chiếc đàn guitar cộng hưởng, một đóng góp quan trọng vào việc phát triển nhạc cụ dây.
Nhà du hành vũ trụ Mỹ Eugene Cernan (Čerňan), người cuối cùng tới Mặt Trăng, có nguồn gốc Slovak. Ivan Bella là công dân Slovak đầu tiên vào vũ trụ, đã tham gia vào phi vụ hỗn hợp Nga-Pháp-Slovak kéo dài 9 ngày trên trạm vũ trụ Mir năm 1999.
Những người đoạt Giải Nobel Daniel Gajdusek và David Politzer cũng có tổ tiên Slovak.

## Nhân khẩu
| Năm            | 1994      | 2004      | 2014      | 2024      |
| -------------- | --------- | --------- | --------- | --------- |
| Số lượng người | 5.356.207 | 5.384.822 | 5.421.349 | 5.419.451 |
| Sự khác biệt   |           | +0,53%    | +0,67%    | −0,03%    |

| Năm            | 2023      | 2024      |
| -------------- | --------- | --------- |
| Số lượng người | 5.424.687 | 5.419.451 |
| Sự khác biệt   |           | −0,09%    |

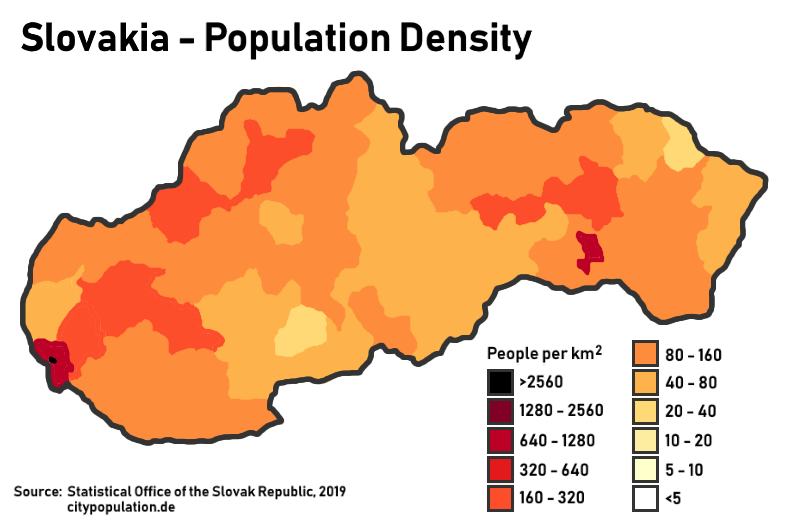
Mật độ dân số của Slovakia. Bratislava ở phía tây và Košice ở phía đông có mật độ dân số cao nhất.

Đa số dân sống tại Slovakia là người Slovak (85,8%). người Hungary là sắc tộc thiểu số lớn nhất (9,5%). Các nhóm sắc tộc khác, theo cuộc điều tra dân số năm 2001, gồm người Di-gan 1,7%, Người Rusyn hay người Ukraina 1%, và các nhóm khác hay không xác định 1.8%. Những ước tính không chính thức về số người Di-gan lớn hơn, khoảng 9%.
Ngôn ngữ chính thức là tiếng Slovak, một thành viên của nhóm ngôn ngữ Slavơ. Tiếng Hungary được sử dụng rộng rãi tại các vùng phía nam và tiếng Ruthenia từng được dùng tại một số vùng đông bắc. Các ngôn ngữ thiểu số cũng có vị thế đồng chính thức tại các khu đô thị nơi cộng đồng dân cư thiểu số đạt mức quy định 20%.
Năm 2007, Slovakia ước tính có tổng tỷ suất sinh 1.33. (ví dụ, một phụ nữ trung bình sẽ có 1.33 con trong đời), khá thấp dưới ngưỡng thay thế và là một trong những tỷ lệ thấp nhất trong số các quốc gia EU.
Năm 1990, theo cuộc Điều tra dân số Hoa Kỳ người Mỹ gốc Slovak chiếm tỷ lệ lớn thứ hai trong các nhóm sắc tộc Slavơ. Cũng theo cuộc điều tra này khoảng 1.8 triệu người Mỹ có tổ tiên là người Slovak.

### Tôn giáo
Tôn giáo tại Slovakia (2011)
Hiến pháp Slovakia đảm bảo quyền tự do tôn giáo. Đa số công dân Slovak (68.9%) tự coi mình là tín đồ Công giáo Rôma, hay có tổ tiên Công giáo Rôma. Dù số lượng người tới nhà thờ thấp hơn con số này. Đất nước này có tỷ lệ người vô thần ở mức trung bình của châu Âu, khoảng 40% hiện tại là vô thần hay bất khả tri theo 2004 Eurobarometer do phái bộ châu Âu xuất bản. Khoảng 6.93% tự nhận là người theo Giáo hội Luther, 4.1% Chính Thống giáo Hy Lạp, và 2.0% tin vào Thần học Calvin. Khoảng 0.9% dân số là tín đồ Chính Thống giáo Đông phương, và các thành viên của các nhà thờ khác, gồm cả những người không đăng ký, chiếm khoảng 1.1% dân số. Tuy trước Thế chiến II nước này có số người Do Thái khoảng 90,000, nhưng ngày nay chỉ còn khoảng 2,300 người.

## Văn hoá
Xem thêm Danh sách nhân vật Slovak

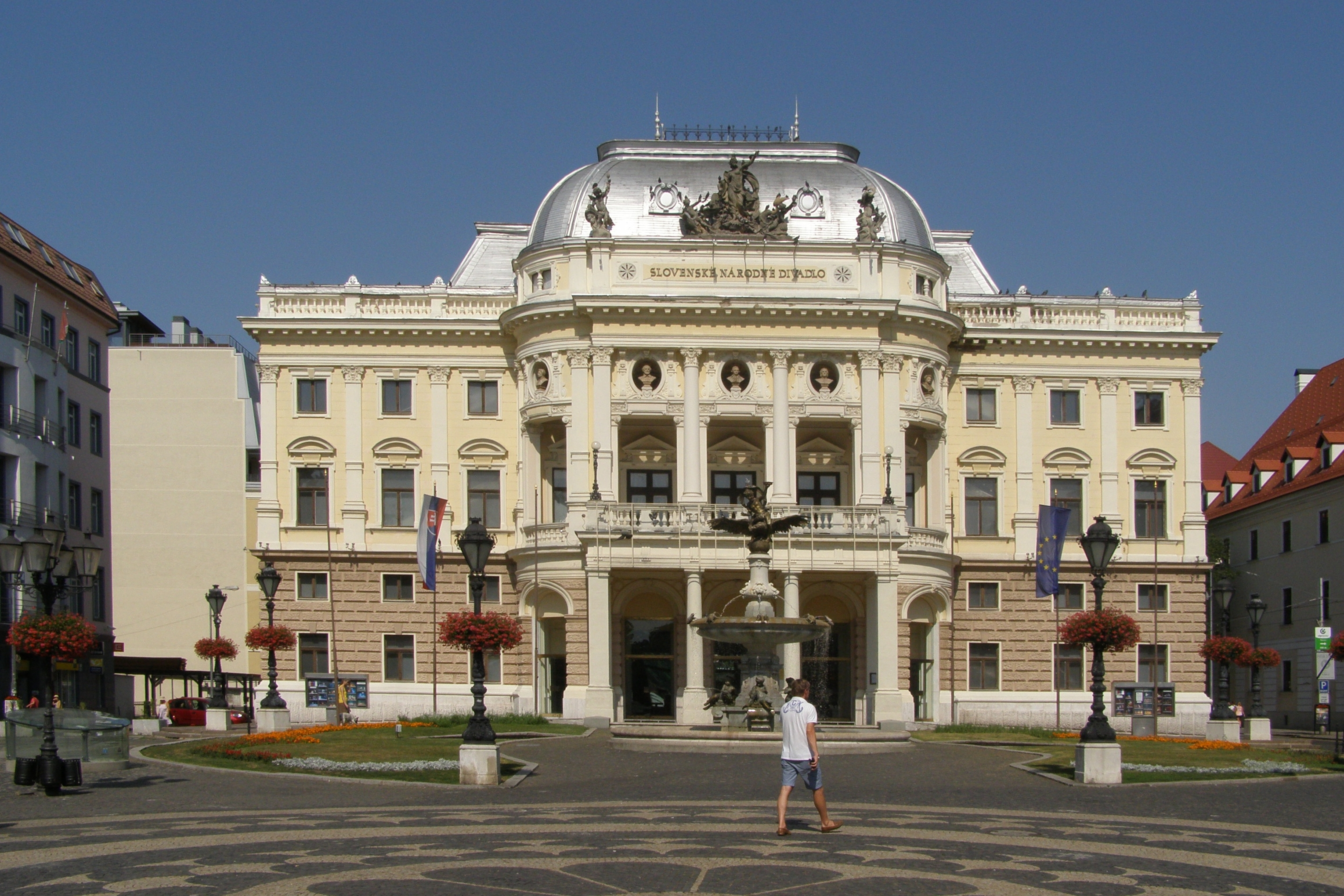
Nhà hát quốc gia

Nghệ thuật Slovakia có thể truy nguồn gốc từ thời Trung Cổ, khi một số trong những tuyệt tác lớn nhất trong lịch sử quốc gia được sáng tác. Các nhân vật đáng chú ý của thời kỳ này gồm nhiều bậc thầy, trong số đó có Master Paul of Levoča và Master MS. Nghệ thuật đương đại gần đây hơn có các nhân vật Koloman Sokol, Albín Brunovský, Martin Benka, Mikuláš Galanda, và Ľudovít Fulla. Những nhà soạn nhạc quan trọng nhất Slovakia là Eugen Suchoň, Ján Cikker, và Alexander Moyzes, ở thế kỷ XXI là Vladimir Godar và Peter Machajdik.
Slovakia cũng nổi tiếng về các học giả của mình, trong đó có Pavol Jozef Šafárik, Matej Bel, Ján Kollár, và các nhà cách mạng và cải cách chính trị như Milan Rastislav Štefánik và Alexander Dubček.

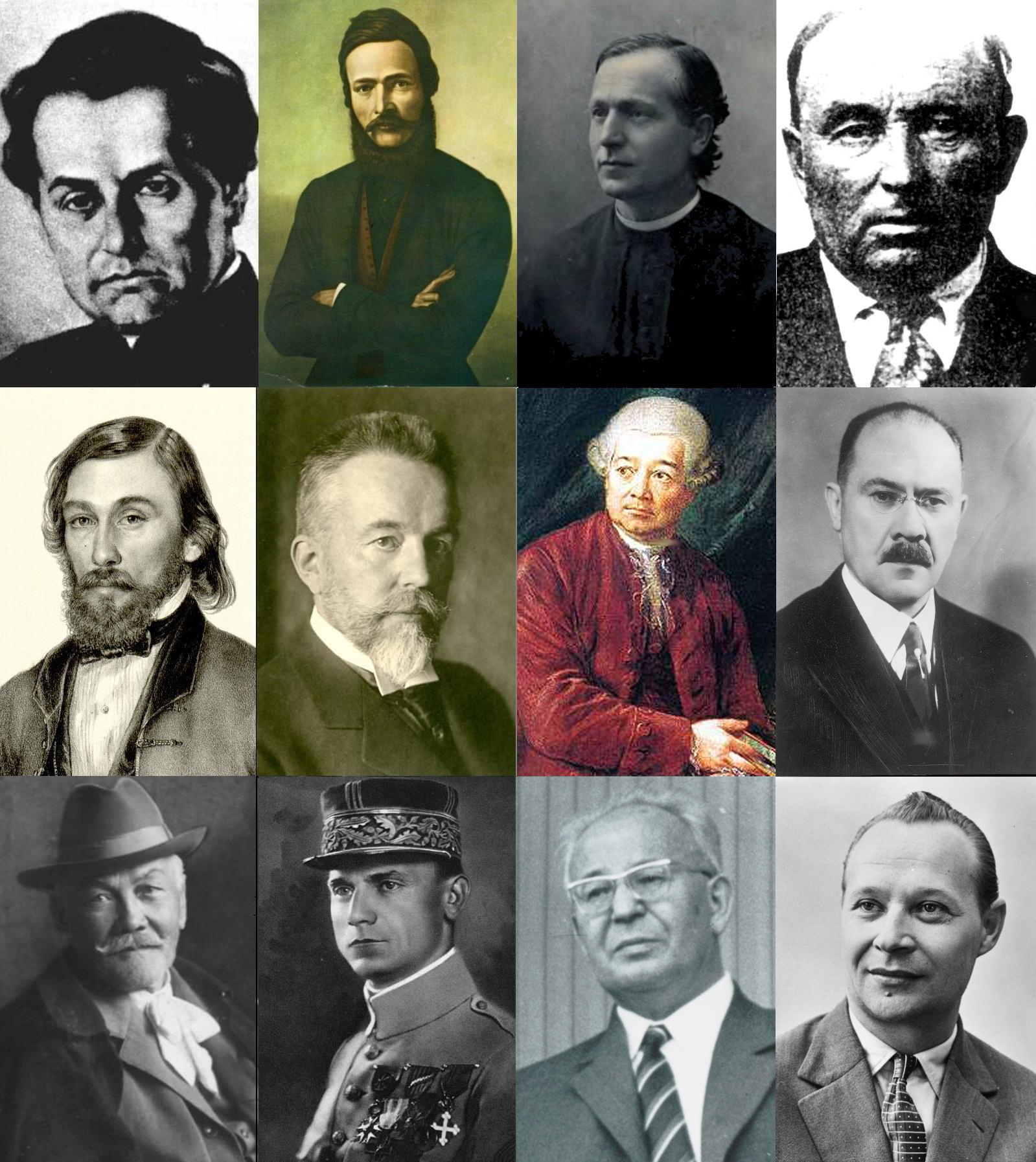
Những người Slovak nổi tiếng

Có hai nhân vật hàng đầu đã hệ thống hoá ngôn ngữ Slovak. Người đầu tiên là Anton Bernolák với ý tưởng của ông dựa trên phương ngữ tây Slovak năm 1787. Đây là sự hệ thống hoá của ngôn ngữ văn học đầu tiên của người Slovak. Người thứ hai là Ľudovít Štúr, ông đã lập ra ngôn ngữ Slovak dựa trên các nguyên tắc từ phương ngữ trung Slovak năm 1843.
Anh hùng nổi tiếng nhất Slovakia là Juraj Jánošík (một người hùng kiểu Robin Hood của Slovakia). Nhà thám hiểm nổi tiếng Móric Benyovszky cũng có tổ tiên là người Slovak.
Về thể thao, những người Slovak có lẽ nổi tiếng nhất (tại Bắc Mỹ) nhờ các ngôi sao môn hockey của họ, đặc biệt là Stan Mikita, Peter Šťastný, Peter Bondra, Žigmund Pálffy và Marián Hossa. Để có một danh sách xem Danh sách nhân vật Slovak.

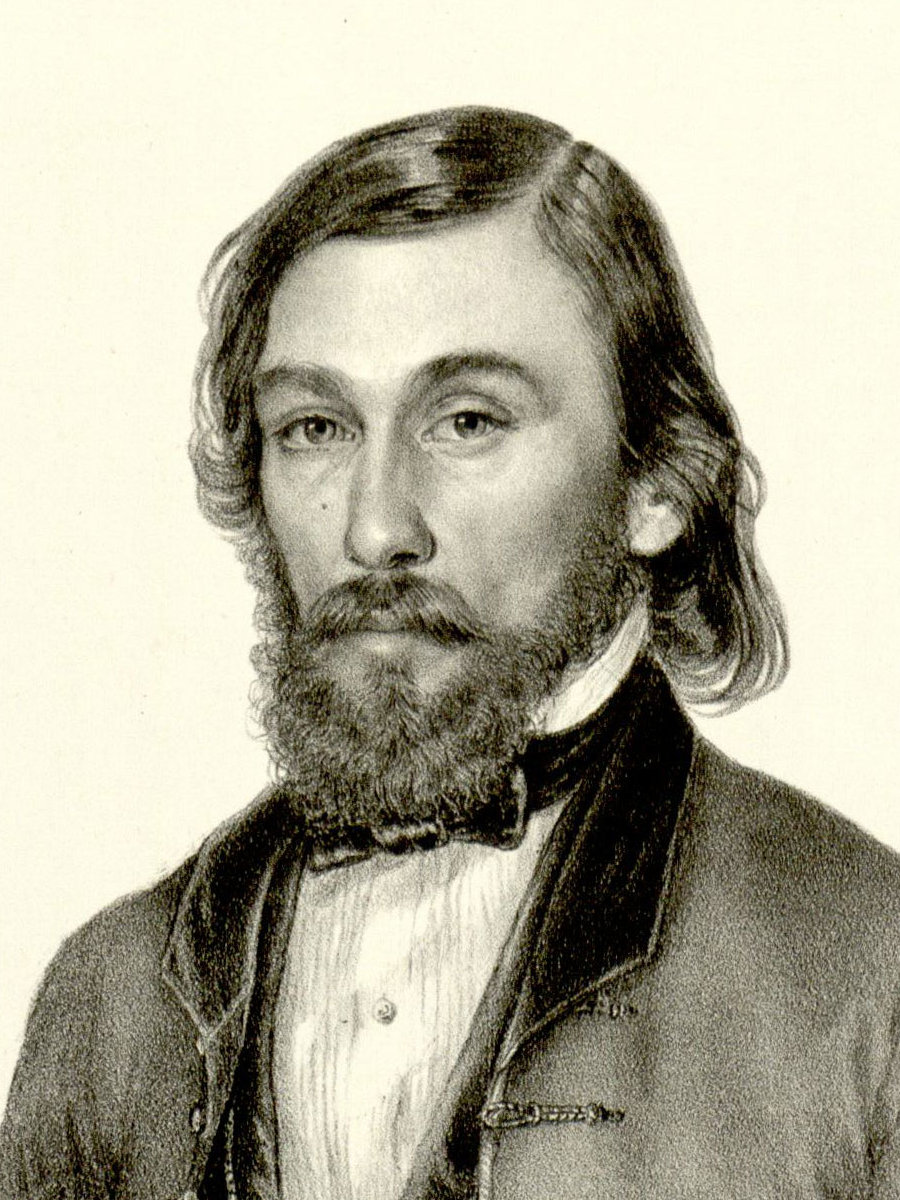
Jozef Miloslav Hurban

Về một danh sách các tác gia và nhà thơ Slovak, xem Danh sách các tác gia Slovak.

### Văn học
Các chủ đề Kitô giáo gồm: bài thơ Proglas như là một lời mở đầu cho bốn Sách Phúc Âm, những bản dịch một phần của Kinh thánh sang ngôn ngữ Nhà thờ Slavơ Cổ, Zakon sudnyj ljudem, vân vân.
Văn học trung cổ, ở giai đoạn từ thế kỷ XI đến thế kỷ XV, được viết bằng tiếng Latin, các ngôn ngữ Séc và Séc slovakia hoá. Lời (lời cầu nguyện, những bài hát và các cách thức) vẫn thuộc kiểm soát của nhà thờ, trong khi chủ đề tập trung trên các huyền thoại. Các tác gia của thời kỳ này gồm Johannes de Thurocz, tác giả của Chronica Hungarorum và Maurus, cả hai đều là người Hungary. Văn học trần tục cũng xuất hiện và các cuốn biên niên sử cũng được viết trong giai đoạn này.

### Ẩm thực

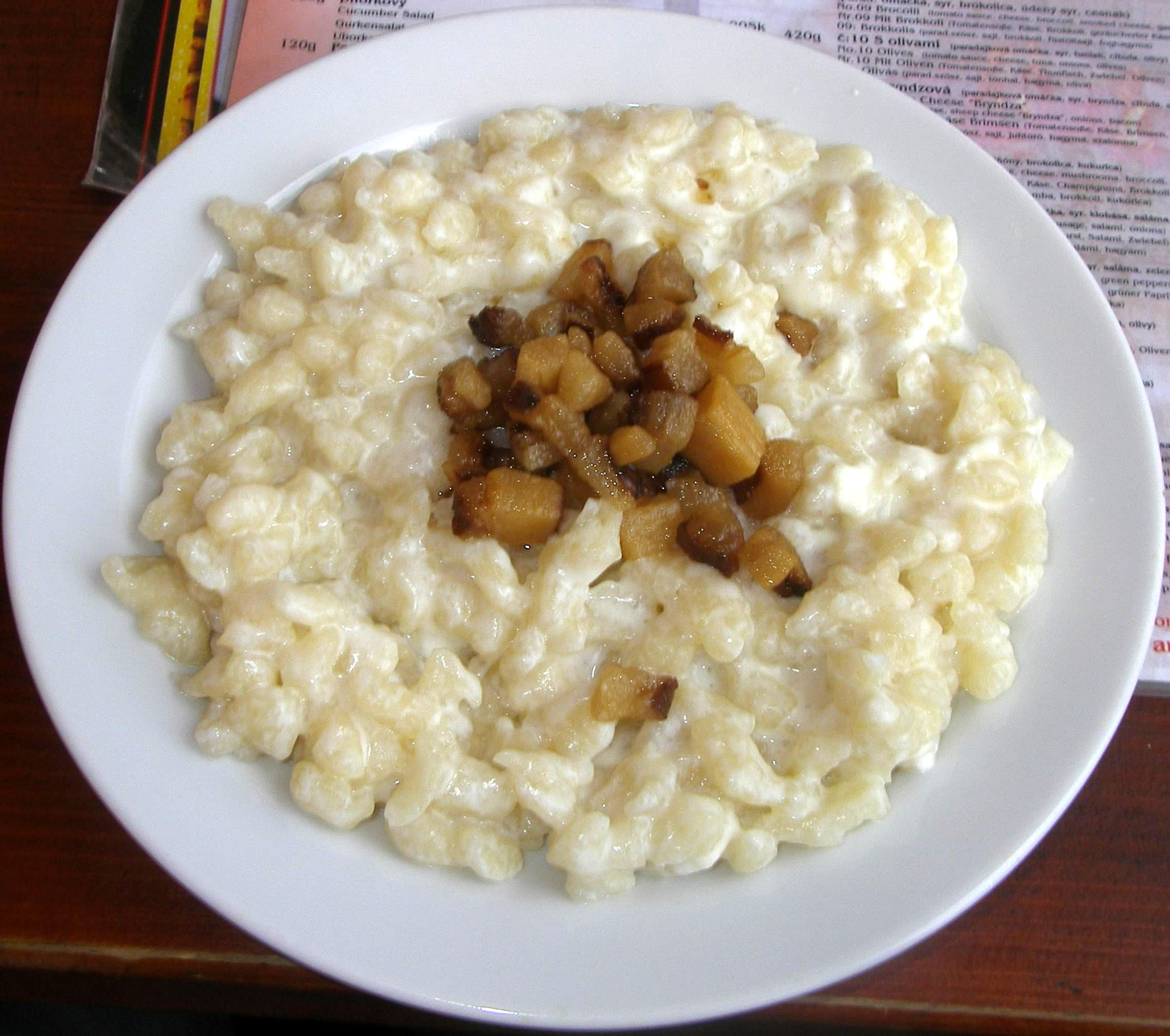
Bryndzové halušky, đặc sản quốc gia Slovak

Thịt lợn, thịt bò và thịt gà là ba loại thịt chính được tiêu thụ ở Slovakia, và thịt lợn là phổ biến nhất. Gà là loại gia cầm được tiêu thụ nhiều nhất, tiếp đó là vịt, ngỗng và gà tây. Một dồi lợn được gọi là jaternice, được làm từ mọi phần của lợn, cũng được tiêu thụ nhiều. Thịt săn, đặc biệt là lợn lòi, thỏ và thịt nai, cũng có trong cả năm. Thịt cừu và dê cũng được tiêu thụ, nhưng không rộng rãi.
Rượu được tiêu thụ trên khắp Slovakia. Rượu Slovak chủ yếu tới từ các vùng phía nam dọc sông Danube và các phụ lưu; nửa phía bắc đất nước quá lạnh và nhiều đồi núi để trồng nho. Theo truyền thống, rượu trắng được dùng nhiều hơn rượu đỏ hay rosé (ngoại trừ ở một số vùng), và rượu ngọt phổ biến hơn rượu nặng, nhưng những năm gần đây thị hiếu dường như đang thay đổi. Beer (chủ yếu theo kiểu pilsener, dù bia đen cũng được tiêu thụ) cũng phổ biến trên cả nước.

### Âm nhạc

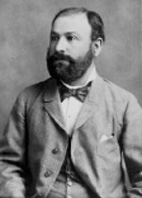
Ján Levoslav Bella

Âm nhạc đại chúng bắt đầu thay thế âm nhạc dân gian từ những năm 1950, khi Slovakia vẫn còn là một phần của Tiệp Khắc; nhạc jazz, R&B, và rock and roll Mỹ cũng phổ biến, bên cạnh đó là waltz, polka, và czardas, cùng với các hình thức nhạc dân gian khác. Cuối những năm '50, radio là vật thường thấy trong các gia đình, dù chỉ có các đài phát thanh nhà nước. Âm nhạc đại chúng Slovak bắt đầu như một sự tổng hợp bossa nova, cool jazz, và rock, với lời mang tính tuyên truyền. Những người bất mãn nghe ORF (Austrian Radio), Radio Luxembourg, hay Slobodna Europa (Radio Free Europe), với nhiều bản nhạc rock hơn. Vì sự cách biệt của Tiệp Khắc, thị trường trong nước sôi động và nhiều ban nhạc trong nước xuất hiện. Slovakia có một nền văn hoá pop mạnh trong thập niên 70 và 80. Chất lượng âm nhạc xã hội rất cao. Các ngôi sao như Karel Gott, Olympic, Elan, Modus, Prazsky Vyber, Tublatanka, Team và nhiều người khác rất được ca ngợi và nhiều người ghi các LP của họ bằng tiếng nước ngoài.
Sau Cách mạng Nhung và tuyên bố thành lập nhà nước Slovak, thị trường âm nhạc trong nước phát triển mạnh khi các doanh nghiệp tự do khuyến khích việc thành lập các ban nhạc mới và sự phát triển của các loại âm nhạc mới. Tuy nhiên, ngay lập tức nhiều nhãn hiệu lớn đã đưa nhạc pop tới Slovakia và khiến nhiều công ty nhỏ phá sản. Thập niên 1990, American grunge và alternative rock, và Britpop có rất nhiều người hâm mộ, cũng như một sự nhiệt tình mới với nhạc kịch.